# Mellecey
Ne pas confondre avec Mélecey, commune de Haute-Saône.
Mellecey est une commune française située dans le département de Saône-et-Loire, à environ dix kilomètres au nord-ouest de Chalon-sur-Saône en région Bourgogne-Franche-Comté.

## Géographie
Située en Bourgogne, dans le département de Saône-et-Loire (côte chalonnaise), à environ 9 kilomètres au nord-ouest de Chalon-sur-Saône.

### Accès et transports
Mellecey est à une distance de 11 kilomètres de l'autoroute A6 (Chalon-sur-Saône), à 7 kilomètres de la ligne ferroviaire Paris-Lyon-Marseille, à 18 kilomètres du TGV (Le Creusot) et à 6 kilomètres de la route nationale 80 Chalon-Moulins.

### Relief et géologie

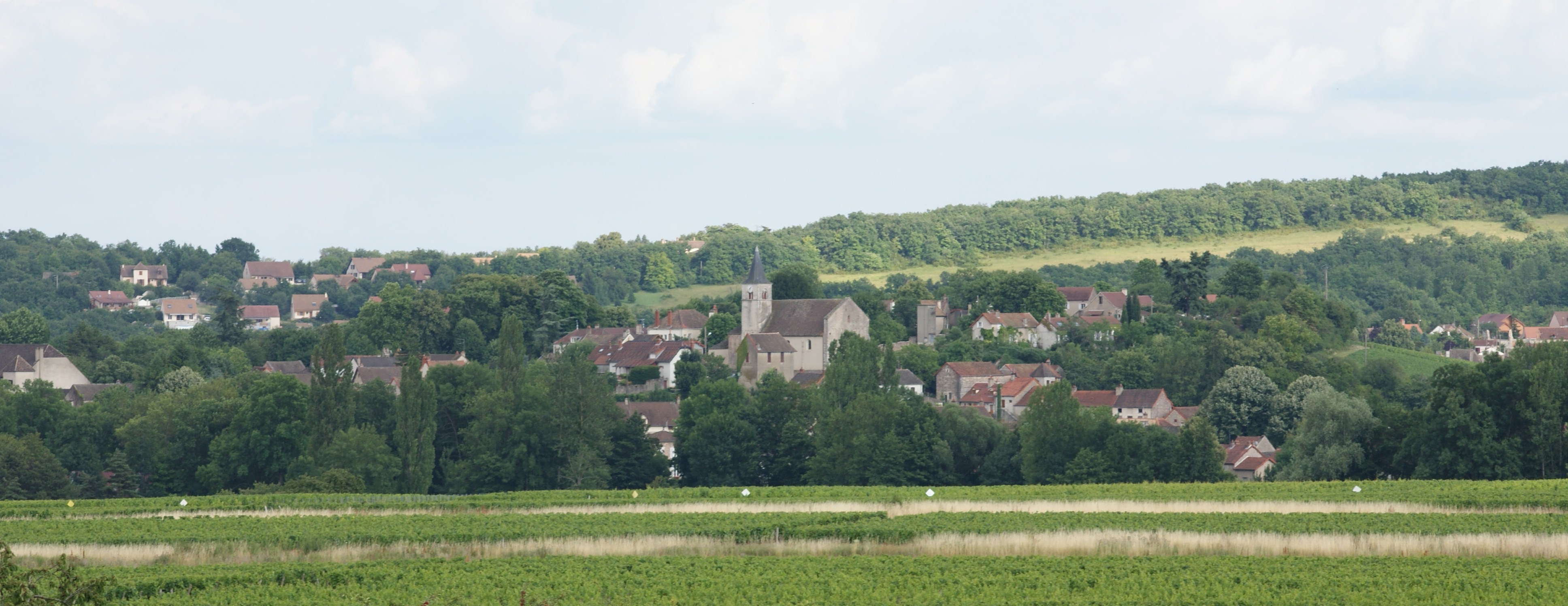
Vue d'une partie du bourg de Mellecey.

Ce village viticole et agricole s'inscrit dans le paysage vallonné de la côte chalonnaise, sur des sols argilo-calcaires. Situé dans le bas de la vallée des Vaux, l'altitude du village varie entre 189 mètres et 371 mètres.

### Hydrographie

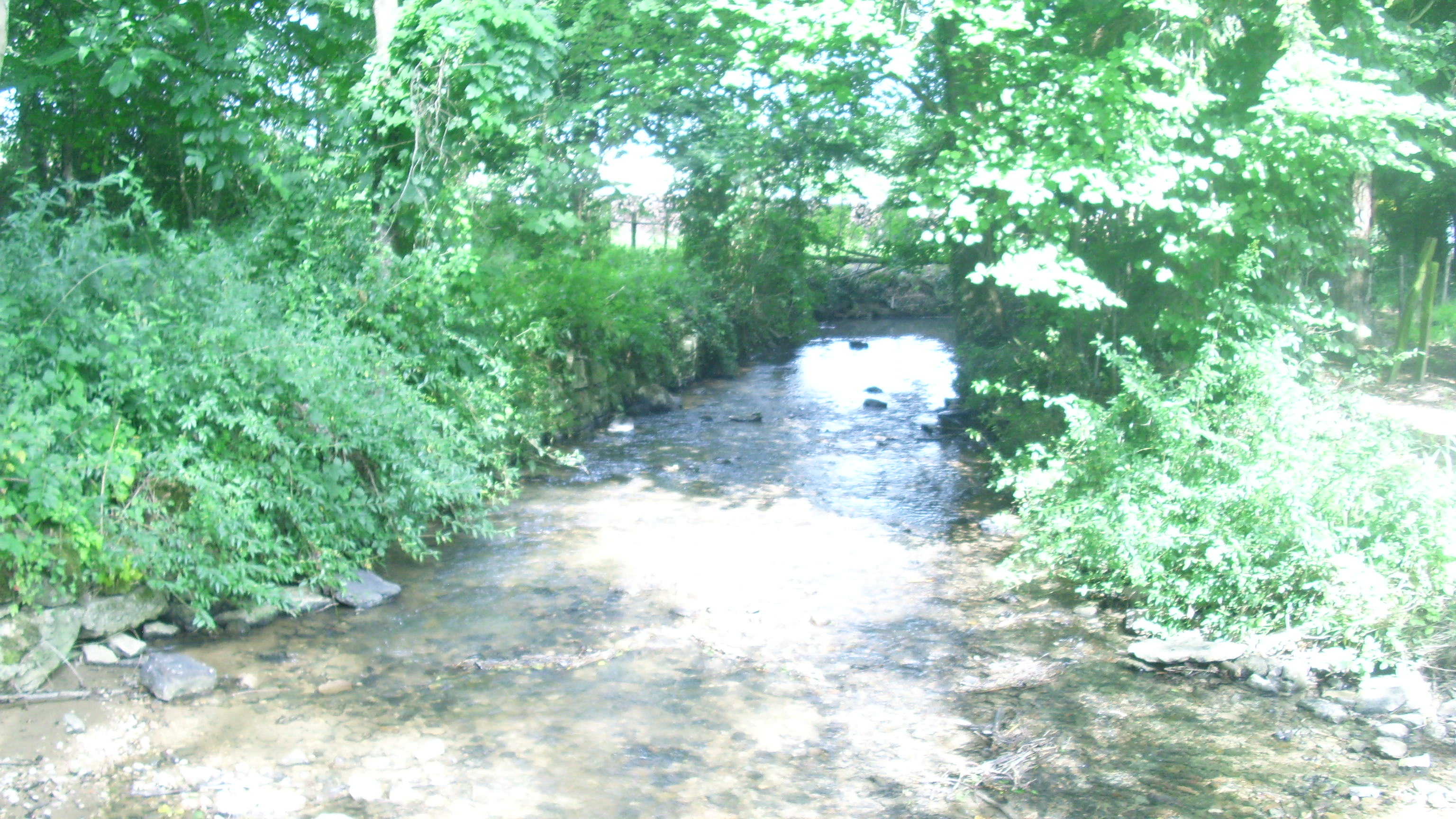
L'Orbise à Mellecey.

La rivière qui traverse le village se nomme l'Orbise. Il existe aussi deux mares (la première à côté de la place d'Ayeneux et la deuxième au lieu-dit de la Cour-Guichoux) qui communiquent avec l'Orbize.

## Climat
Pour des articles plus généraux, voir Climat de la Bourgogne-Franche-Comté et Climat de Saône-et-Loire.
En 2010, le climat de la commune est de type climat océanique dégradé des plaines du Centre et du Nord, selon une étude du Centre national de la recherche scientifique s'appuyant sur une série de données couvrant la période 1971-2000. En 2020, Météo-France publie une typologie des climats de la France métropolitaine dans laquelle la commune est dans une zone de transition entre le climat océanique altéré et le climat océanique altéré et est dans la région climatique Bourgogne, vallée de la Saône, caractérisée par un bon ensoleillement (1 900 h/an), un été chaud (18,5 °C), un air sec au printemps et en été et des vents faibles.
Pour la période 1971-2000, la température annuelle moyenne est de 11,2 °C, avec une amplitude thermique annuelle de 17,9 °C. Le cumul annuel moyen de précipitations est de 800 mm, avec 11,4 jours de précipitations en janvier et 7,1 jours en juillet. Pour la période 1991-2020, la température moyenne annuelle observée sur la station météorologique de Météo-France la plus proche, « Chalon-Champforgueil », sur la commune de Champforgeuil à 8 km à vol d'oiseau, est de 11,4 °C et le cumul annuel moyen de précipitations est de 736,5 mm. 
La température maximale relevée sur cette station est de 39,7 °C, atteinte le 12 août 2003 ; la température minimale est de −17,6 °C, atteinte le 20 décembre 2009,,.
Les paramètres climatiques de la commune ont été estimés pour le milieu du siècle (2041-2070) selon différents scénarios d'émission de gaz à effet de serre à partir des nouvelles projections climatiques de référence DRIAS-2020. Ils sont consultables sur un site dédié publié par Météo-France en novembre 2022.

## Urbanisme

### Typologie
Au 1er janvier 2024, Mellecey est catégorisée bourg rural, selon la nouvelle grille communale de densité à sept niveaux définie par l'Insee en 2022.
Elle est située hors unité urbaine. Par ailleurs la commune fait partie de l'aire d'attraction de Chalon-sur-Saône, dont elle est une commune de la couronne,. Cette aire, qui regroupe 109 communes, est catégorisée dans les aires de 50 000 à moins de 200 000 habitants,.

### Occupation des sols
L'occupation des sols de la commune, telle qu'elle ressort de la base de données européenne d’occupation biophysique des sols Corine Land Cover (CLC), est marquée par l'importance des forêts et milieux semi-naturels (56,1 % en 2018), une proportion identique à celle de 1990 (56,1 %). La répartition détaillée en 2018 est la suivante : forêts (54,1 %), zones agricoles hétérogènes (18,3 %), terres arables (10,3 %), zones urbanisées (6,7 %), prairies (5 %), cultures permanentes (1,9 %), milieux à végétation arbustive et/ou herbacée (1,9 %), mines, décharges et chantiers (1,5 %), zones industrielles ou commerciales et réseaux de communication (0,3 %). L'évolution de l’occupation des sols de la commune et de ses infrastructures peut être observée sur les différentes représentations cartographiques du territoire : la carte de Cassini (XVIIIe siècle), la carte d'état-major (1820-1866) et les cartes ou photos aériennes de l'IGN pour la période actuelle (1950 à aujourd'hui).

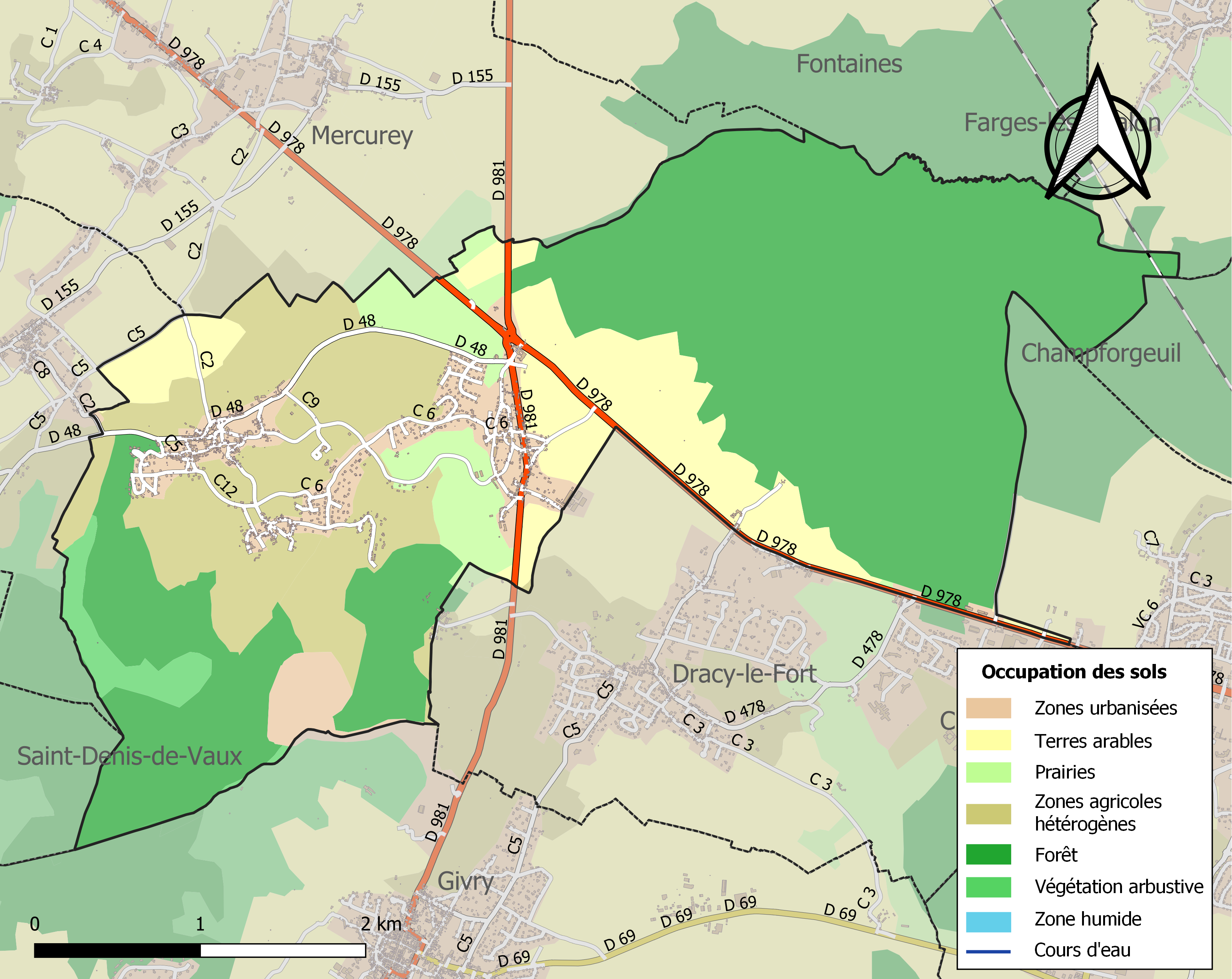
Carte des infrastructures et de l'occupation des sols de la commune en 2018 (CLC).

## Toponymie
- « Ager Miliacensis in pago Cabilonensi »[13], dans le testament de Didier, évêque d'Auxerre, vers 631, où Mellecey est désigné comme « chef-lieu »[14] d'un « canton » dans le pays de Chalon[13].
- « Melciacum villam publicam », dans la Chronique de Frédégaire[13] (vers 768).
- villa nomine Miliciacum in pago Cabilonensi, dans un diplôme de Charles-le-Chauve du 1er août 877, par lequel Mellecey est donné à l'église Saint-Martin de Tours[14].

## Histoire

### Préhistoire et Antiquité

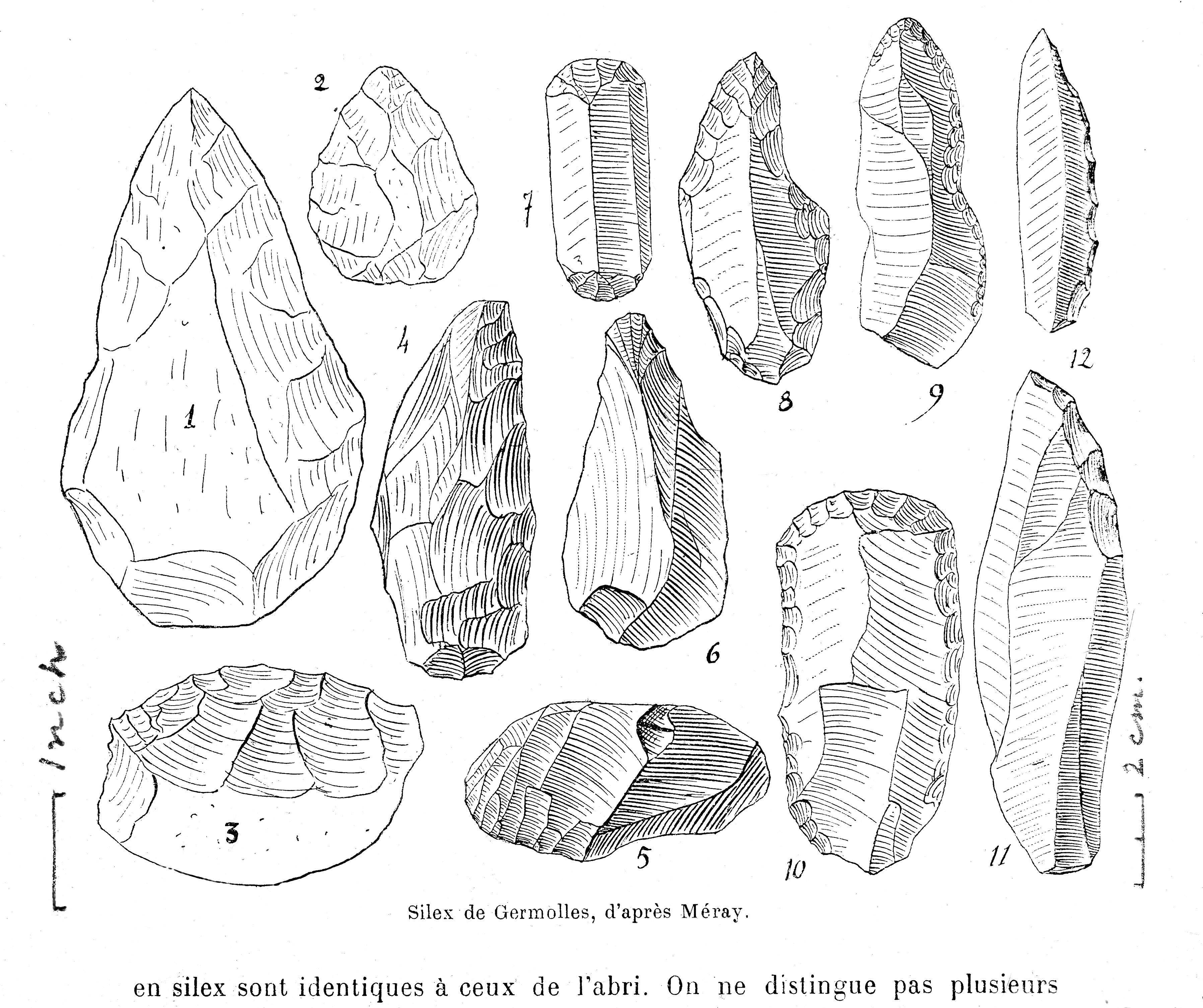
Silex de Germolles.

De nombreuses trouvailles faites dans le village et ses hameaux prouvent que des hommes y ont séjourné dès l'époque préhistorique.
Préhistoire
- La Verpillière 1 et 2

La grotte de la Verpillière 1,, est le deuxième site le plus important dans le sud de la Bourgogne pour l'Aurignacien. La grotte a livré deux cents fragments de pigments de couleur ocre, des silex, des outils en forme d'os, des parures, des sagaies…
- « En Roche »

Le site « En Roche » est une station de plein air près des grottes de la Verpillière vers Germolles, à environ 1,2 km à l'est de la grotte de La Verpillière I. Avec ses quelque 10 ha, il fait partie des grands sites de cette région ; mais la surface correspondant au Paléolithique supérieur n'est que d'environ 6 000 m2. Il a livré du mobilier depuis le Paléolithique moyen jusqu’à l'époque gallo-romaine, dont des lames larges et épaisses, différents types de burins et de grattoirs y compris des pièces carénées et à museau.
Proto-histoire
Sur le lieu-dit des Rièpes (versant de la montagne qui sépare Mellecey et Givry), des monnaies gauloises, des poteries brisées, des silex taillés et des objets en fer ont été découverts,.
- Marloux

Marloux se trouve à environ 1,6 km au nord-est de  Mellecey. Ne se trouvant ni sur hauteur ni en position stratégique physique quelconque, son seul avantage est de se trouver au croisement de deux  voies antiques : celle menant de Chalon-sur-Saône à Bibracte et Autun vers le nord-ouest (actuelle D 978), et celle dite « voie de pied de Mont » qui longe la côte beaunoise et chalonnaise. De longue date, les travaux agricoles ont fait remonter des vestiges protohistoriques, dont des objets de la Tène III, un peu partout dans les environs mais particulièrement concentrés en un point à environ 250 m à l'est de la chapelle de Marloux, où se tenait une station routière d'origine celtique,,.
Antiquité
Connue sous le nom de Meleciacum puis Melyceyum, elle était traversée par la voie romaine Agrippa qui reliait Autun à Chalon, dont les vestiges demeurent visibles sur le Montadiot. Toujours de l'époque romaine, ont été découvertes des tuiles romaines, des tessons de céramique, des débris de colonnes, des marbres et une stèle représentant la déesse Epona (découverte en 1864). Également de cette époque ont été trouvés des restes d'une grande villa gallo-romaine près de l'église.

### Moyen Âge et Renaissance

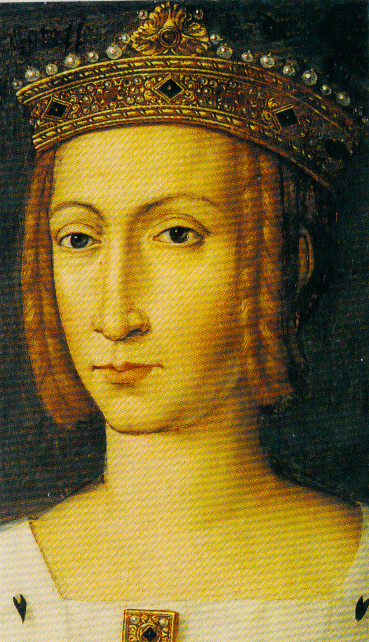
Marguerite III de Flandre.

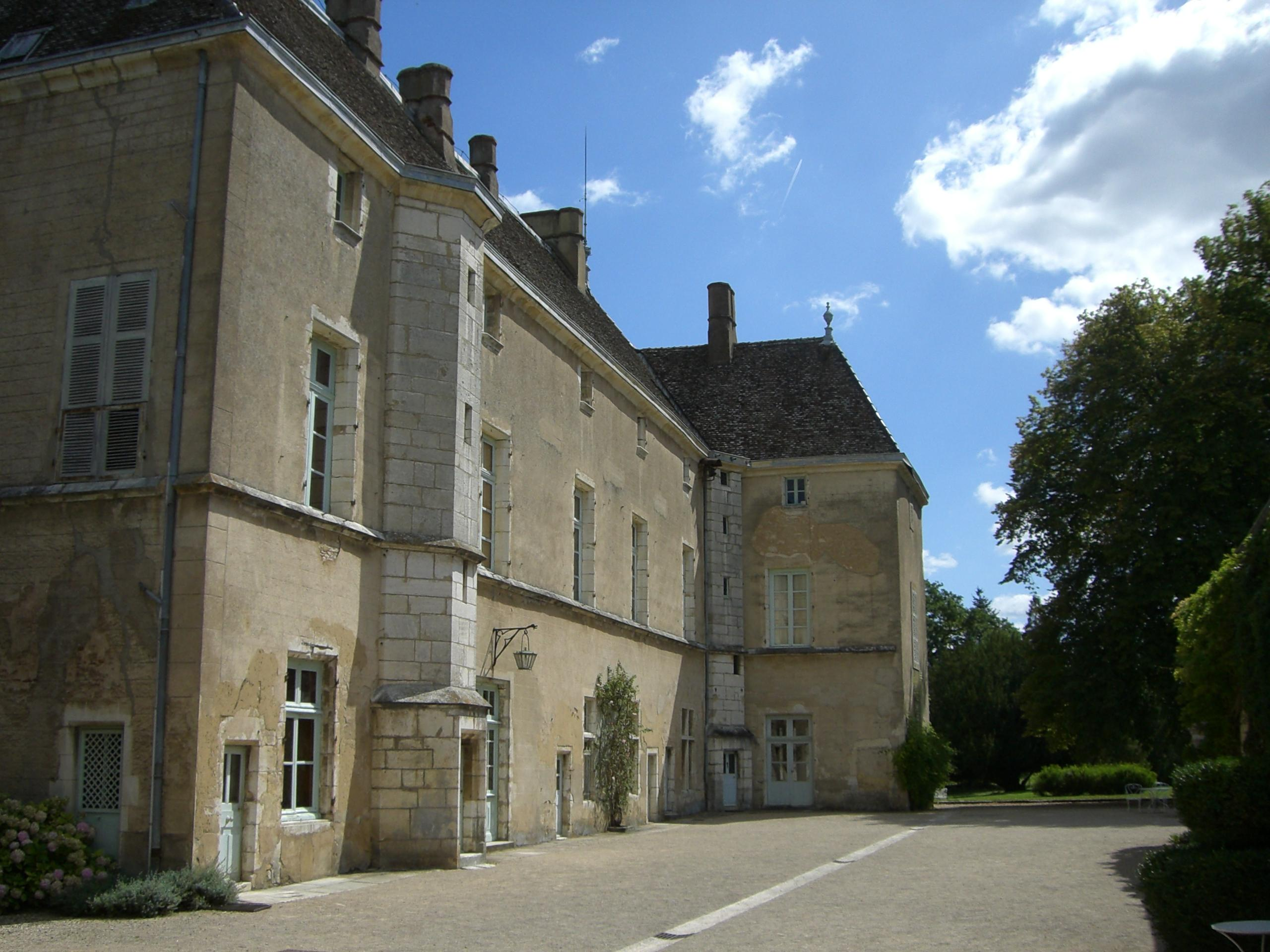
Corps de logis du château de Germolles, façade nord.

Une inscription en marbre blanc, paraissant dater de la fin du VIe siècle, prouve la présence des Mérovingiens dans la commune.
La chapelle de Marloux est élevée au XVe siècle sur l'emplacement de la Maison-Dieu, petit hôpital fondé de longue date et centre d'un domaine donné par les souverains carolingiens à l'abbaye de Remiremont.
Le plus ancien document du village est un écrit de Didier*, évêque d'Auxerre, de 621 environ, qui donne à son église les vignes qu'il y possède, avec les vignerons, serfs, bois et dépendances. Cet écrit stipule que la commune est désignée comme un chef-lieu de canton dans le pays de Chalon (Ager Miliacensis in pago Cabilonensi).
En 761, la Villa Publica du village est incendiée par l'armée de Waifre (comte d'Aquitaine). La commune de Mellecey est une possession des moines de Saint-Martin de Tours depuis au moins l'an 774. En 842, les émissaires des trois petits-fils de Charlemagne (Lothaire, Louis le Germanique et Charles le Chauve) se retrouvent dans ce village pour une première négociation d'urgence dans la guerre qui oppose le premier aux deux cadets. Un partage de l'Empire est esquissé en une semaine au sein du prieuré de Saint-Martin de Tours, partage qui aboutira au traité de Verdun (843),. En 877, Charles le Chauve octroie aux moines la licence de bâtir dans le village un monastère et une chapelle. Pendant tout le Xe siècle, Mellecey fera partie de la mense des chanoines. Du temps des pèlerinages, l'hôtellerie de Marloux devient une Maison-Dieu. Au XIIe siècle, une famille du nom de Marne ou Marnay prend le titre de seigneur du village, mais s'efface à la fin de ce même siècle devant la famille de Montaigu, d'origine ducale. Mellecey est ensuite détaché de la seigneurie de Montaigu (au XIIIe siècle), avec Germolles, seigneurie dont elle dépend désormais.
En 1378, Guillaume de Germolles vend sa terre à Philibert Paillard, chancelier de Bourgogne, seigneur de Paillart, coseigneur de Meursault et seigneur d'autres lieux. Il est lui-même obligé de la céder à Philippe le Hardi, duc de Bourgogne, avec Mellecey, en 1380. En effet, la terre de Germolles et Mellecey dépendait du duc : Guillaume ne pouvait la vendre sans en référer à lui : le duc a donc pu confisquer cette seigneurie, en usant de son droit de commise. Il offre ensuite ce domaine à son épouse Marguerite III de Flandre qui transforme l'austère grange fortifiée en palais de plaisance,, le château de Germolles qui se caractérise par sa modernité. Ce domaine ducal est ensuite agrandi de la seigneurie de Montaigu, acquise définitivement par Philippe le Hardi en 1387 et dans le parc on y crée la plus grande roseraie d'Europe. Philippe le Hardi étant fils du roi de France Jean le Bon, frère du roi Charles V et oncle et régent du roi Charles VI, de nombreux rois viennent séjourner en son château. Ainsi Charles VI s'y arrête en 1389, et le duc d'Orléans en 1395. Le duc Philippe III le Bon cède le château à sa tante Catherine de Bourgogne en 1425. Plus tard, Henri IV y aurait retrouvé la belle Gabrielle d'Estrée. Les 13 et 14 septembre 1452, le Saint-Suaire de Turin aurait été présenté au public au château de Germolles, grâce à Marguerite de Charnay, amie du duc Philippe III le Bon et à sa troisième épouse Isabelle du Portugal.

### Période moderne
En 1673, les habitants de Mellecey et Germolles produisent des documents de propriété de vignes et de bois lors d'un procès contre les habitants de Rusilly. À la révocation de l'édit de Nantes (1685), lors de la chasse aux protestants, le sieur Guichoux, un notable de Mellecey, s'expatrie en Suisse en laissant son nom à son quartier (la cour Guichoux). L'hiver 1709 est très rigoureux et tue beaucoup de personnes dans la commune (53 morts cette année contre 20 d'habitude).
Il y avait dans la commune plusieurs fours à chaux et tuileries.

### Période contemporaine

#### XIXesiècle
Après la Révolution française de 1789, le village possède un comité de surveillance, et l'église est utilisée comme maison municipale.
1804 : Mellecey est l'une des premières communes de Saône-et-Loire à être cadastrée, conformément aux dispositions de l’arrêté du 12 brumaire an XI établissant le premier système de cadastre dit « par masse de culture » (il s’agissait d’établir la nature des cultures présentes sur le territoire des communes sans introduire toutefois de découpage entre les parcelles, l’administration se chargeant de faire coïncider les déclarations des propriétaires et les superficies concernées).
Les 11, 12 et 13 avril 1811, des gelées entraînent une sensible baisse de la récolte viticole. À cette période le village possède environ 260 hectares de vignes (cépage : gamay et noirien), soit environ un quart de la surface communale.
En 1814, des soldats autrichiens séjournent dans le village.
Pendant le règne de Napoléon III, les règles de l'Empire font que le Te Deum est souvent chanté dans la commune. Dans les dernières années de l'Empire, Émiland Menand, avocat chalonnais, représentant du peuple à l'assemblée en 1848 et 1849, se pose à Mellecey où il est nommé maire en 1870 à la fin du Second Empire. La grotte de la Verpillière 1 est découverte en 1868.
En 1873 et 1887 des incendies dévastent le château de Germolles. Le phylloxera touche durement les vignes du village à partir de 1879. À la fin du XIXe siècle, sont recensés à Mellecey huit exploitants de carrières, trois briqueteries, trois fabricants de chaux, cinq aubergistes, deux boulangers, huit épiciers-merciers, deux charrons, deux maçons, un charpentier, un serrurier, deux meuniers, deux marchands de tissus, deux facteurs de denrées, deux loueurs d'alambics, trois bouilleurs d'eau-de-vie et une sage-femme.
À Germolles a longtemps fonctionné une école de hameau (école construite en 1881).

#### XXesiècle
La grêle touche durement le vignoble du village et ses vignerons en 1903 et 1917. En 1906, le maire de Mellecey et les conseillers municipaux du hameau de Germolles demandent la séparation des deux localités, comme ils l'avaient déjà fait plusieurs fois. À la fin de la Première Guerre mondiale, environ 150 cultivateurs-vignerons sont absents.
En 1930, il est recensé dans le village : deux boulangers, six épiciers-merciers, six aubergistes, cinq marchands de tissus, deux receveurs-buralistes, deux coiffeurs, deux cordonniers, un marchand de cycles, cinq électriciens, un hôtelier, huit maçons, deux maréchaux-ferrants, un menuisier, un meunier, une fabrique de briques, une fabrique de chaux, quatre exploitants de carrières, deux charrons, un charpentier, trois plâtriers, trois serruriers, deux commissionnaires en vins, deux voituriers, un cantonnier et deux gardes-champêtres. En 1990, certains secteurs du village plantés en vigne, qui correspondent en fait à des lieux-dits, obtiennent le classement en appellation d'origine Bourgogne côte-chalonnaise. Le 4 septembre 1992 marque officiellement le jumelage de la commune avec Ayeneux (Belgique).

#### XXIesiècle
Le village subit des inondations importante en novembre 2014 et juin 2016.

## Politique et administration

### Tendances politiques
Mellecey est une commune qui à un vote assez équilibré entre gauche et droite, mais qui vote de plus en plus à gauche ces dernières années. Depuis 1997, la gauche est arrivée en tête dans 11 élections et la droite dans 9 élections,,,,,,,,,,,,,,,,,,.

### Administration municipale
Mellecey dépend de la sous-préfecture de Saône-et-Loire à Chalon-sur-Saône. Le conseil municipal est composé de 15 membres conformément à l’article L2121-2 du Code général des collectivités territoriales. À l'issue des élections municipales de 2014, Pierre Andriot a été élu maire de la commune.

### Listes des maires
| Période                                  | Période   | Identité                 | Étiquette | Qualité |
| ---------------------------------------- | --------- | ------------------------ | --------- | ------- |
| mars 2014                                | en cours  | Pierre Andriot           | SE        |         |
| mars 2001                                | mars 2014 | Michel Cessot            | SE        |         |
| mars 1959                                | mars 2001 | Robert Landré            | SE        |         |
| mars 1953                                | mars 1959 | Jean Baptiste Mellenotte | SE        |         |
| ?                                        | ?         | François Plassard        | SE        |         |
| ?                                        | ?         | Eugène-Marcel Benoiton   | ?         |         |
| 1913                                     | ?         | Claude Bourgeon          | ?         |         |
| 1908                                     | 1913      | François Dodille-Clerc   | ?         |         |
| 1904                                     | 1908      | Emile Benoiton           | ?         |         |
| 1900                                     | 1904      | Jean-Marie Benoiton      | ?         |         |
| 1892                                     | 1895      | Jean-Baptiste Benoiton   | ?         |         |
| ?                                        | ?         | Marie Claude Desnoyers   | ?         |         |
| 1837                                     | 1843      | Jean-Baptiste Benoiton   | ?         |         |
| 1820                                     | 1830      | Gabriel Benoiton         | ?         |         |
| Les données manquantes sont à compléter. |           |                          |           |         |

### Canton et intercommunalité
Cette commune fait partie du canton de Givry, comptant 12 057 habitants en 2007. En intercommunalité, ce village fait partie du Grand Chalon. Pierre Voarick est conseiller général de ce canton depuis 1998.

### Instance judiciaire et administrative
Dans le domaine judiciaire, la commune dépend aussi[Quoi ?] de la commune de Chalon-sur-Saône qui possède un tribunal d'instance et un tribunal de grande instance, d'un tribunal de commerce et d'un conseil des prud'hommes. Pour le deuxième degré de juridiction, elle dépend de la cour d'appel et de la cour administrative d'appel de Dijon.

### Jumelages
Ayeneux (Belgique).

### Sécurité
Le village fait partie du secteur de Gendarmerie nationale de Châtenoy-le-Royal.

## Population et société

### Démographie

#### Évolution démographique
L'évolution du nombre d'habitants est connue à travers les recensements de la population effectués dans la commune depuis 1793. Pour les communes de moins de 10 000 habitants, une enquête de recensement portant sur toute la population est réalisée tous les cinq ans, les populations de référence des années intermédiaires étant quant à elles estimées par interpolation ou extrapolation. Pour la commune, le premier recensement exhaustif entrant dans le cadre du nouveau dispositif a été réalisé en 2004.

En 2022, la commune comptait 1 311 habitants, en évolution de +1,79 % par rapport à 2016 (Saône-et-Loire : −1,06 %, France hors Mayotte : +2,11 %).
| 1793 | 1800 | 1806 | 1821 | 1831 | 1836  | 1841  | 1846  | 1851 |
| ---- | ---- | ---- | ---- | ---- | ----- | ----- | ----- | ---- |
| 702  | 846  | 927  | 943  | 981  | 1 041 | 1 013 | 1 009 | 992  |

| 1856 | 1861 | 1866 | 1872  | 1876  | 1881  | 1886 | 1891 | 1896 |
| ---- | ---- | ---- | ----- | ----- | ----- | ---- | ---- | ---- |
| 938  | 954  | 990  | 1 060 | 1 042 | 1 110 | 936  | 940  | 962  |

| 1901  | 1906 | 1911 | 1921 | 1926 | 1931 | 1936 | 1946 | 1954 |
| ----- | ---- | ---- | ---- | ---- | ---- | ---- | ---- | ---- |
| 1 001 | 896  | 871  | 746  | 681  | 644  | 614  | 658  | 689  |

| 1962 | 1968 | 1975 | 1982  | 1990  | 1999  | 2004  | 2006  | 2009  |
| ---- | ---- | ---- | ----- | ----- | ----- | ----- | ----- | ----- |
| 784  | 738  | 788  | 1 067 | 1 102 | 1 142 | 1 187 | 1 171 | 1 244 |

| 2014  | 2019  | 2022  | - | - | - | - | - | - |
| ----- | ----- | ----- | - | - | - | - | - | - |
| 1 284 | 1 322 | 1 311 | - | - | - | - | - | - |

### Enseignement
La commune de Mellecey est située dans l'académie de Dijon. Il existe un groupe scolaire composé d'une école maternelle et d'une école primaire, qui a été créée en 1988. Le collège le plus proche est situé à Givry et les lycées les plus proches à Chalon-sur-Saône.

### Santé
Il y a deux médecins, deux ostéopathes, deux kinésithérapeutes, mais pas de pharmacie, ni de dentiste. Les plus proches se trouvent à Givry et Mercurey. Le centre hospitalier le plus proche est situé à Chalon-sur-Saône. Il y a aussi un EHPAD situé dans la commune 

### Sports

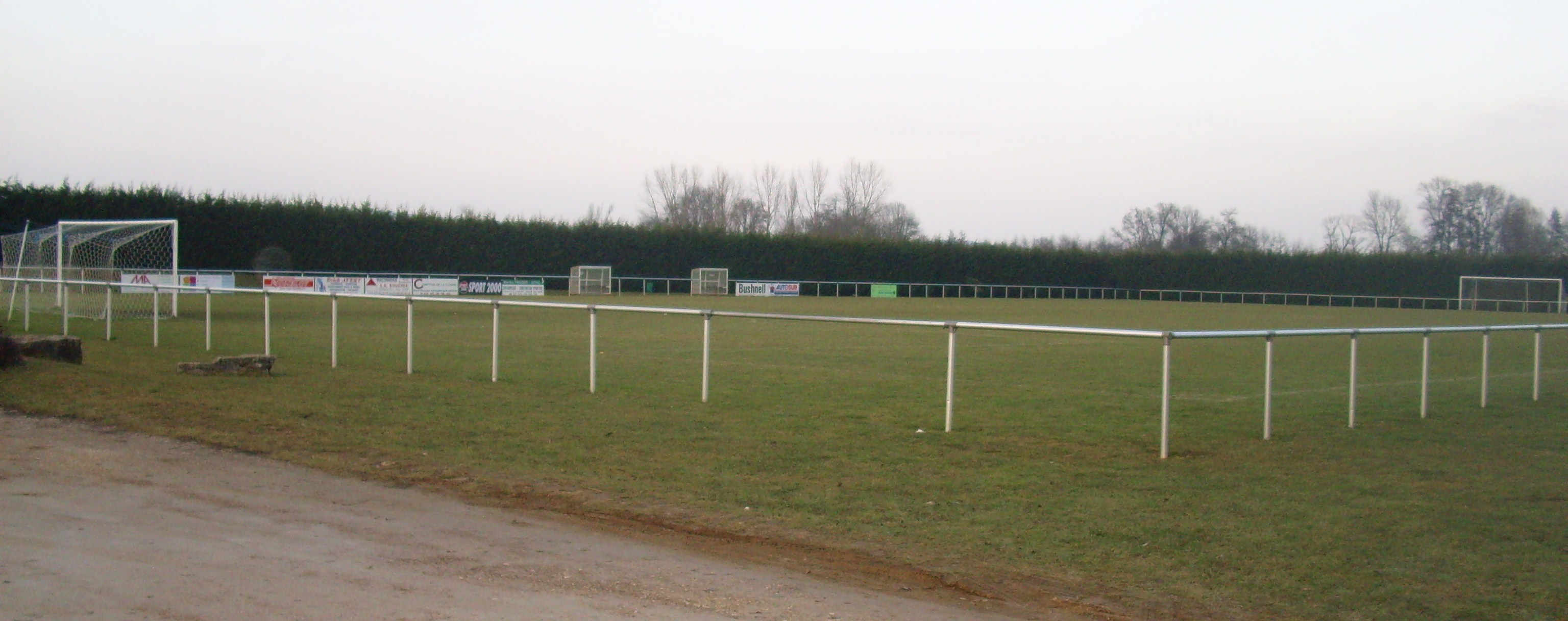
Stade de football des « Préau ».

2014 voit la fusion du Football Club Mercurey et de l'Étoile Sportive Mellecey Vallée des Vaux pour un nouveau club qui se nomme Association Sportive Mellecey-Mercurey,. Ce club évolue en 2017-2018 pour les seniors masculin en Départementale 2 (équipe 1) et Départementale 3 (équipe 2) ; pour les séniors féminines en Régionale 2 (équipe 1) et District départementale à 8 (équipe 2). Le club compte 180 personnes en tout (110 jeunes, 35 seniors et 35 dirigeants). Auparavant, le club de football mellecéen (créé en 1972) a évolué à son plus haut niveau en 1re division de district du pays saônois (11e division nationale). Par rapport à ce club, deux stades sont implantés sur deux sites différents du village (le plus récent au lieu-dit des « Préau » et l'ancien à « Étaules »).
Un club de tennis, le Tennis Club de la Côte Chalonnaise, également en entente avec le village de Mercurey, évolue au niveau départemental, utilisant deux terrains de tennis (au lieu-dit des Retrait ).
Le village est encore doté d'un terrain multi-sport (accueillant le football, basket-ball, etc.) et un terrain de pétanque.
La 6e étape du Tour de France 2007 entre Semur-en-Auxois et Bourg-en-Bresse passe par Germolles (qui fait partie de Mellecey).

### Écologie et recyclage
Le Grand Chalon gère la collecte de la commune. Il y a une collecte hebdomadaire des ordures ménagères.

### Cultes
Le culte catholique est pratiqué dans la commune, des offices y ont lieu en alternance avec d'autres églises de la paroisse "Saint-Symphorien en Côte Chalonnaise" centrée sur Givry, Mercurey et les villages alentour.

### Associations
Diverses associations participent à l'animation du village comme l'Association Sportive Mellecey-Mercurey, le Comité des Fêtes, le Comité de Jumelages, le Club des Ainés, la Société de Pêche, la Société de Chasse ou les Amis de l'École.

Les vignobles de la côte chalonnaise.

## Économie
Le village de Mellecey abrite plusieurs commerces, dont un restaurant, un bar-restaurant, deux boulangeries, un tabac-presse et deux salons de coiffure. Des artisans, notamment un menuisier, un électricien, deux plâtriers-peintres, un plombier-chauffagiste y sont installés, ainsi qu'un paysagiste, trois entreprises de bâtiment et une entreprise spécialisée dans les installations solaires photovoltaïques et de pompage d'eau solaire. Trois gîtes ruraux sont répartis dans le village. Une part importante de l'activité de la commune est liée à la viticulture et à l'agriculture, représentée par 5 viticulteurs et 3 agriculteurs.

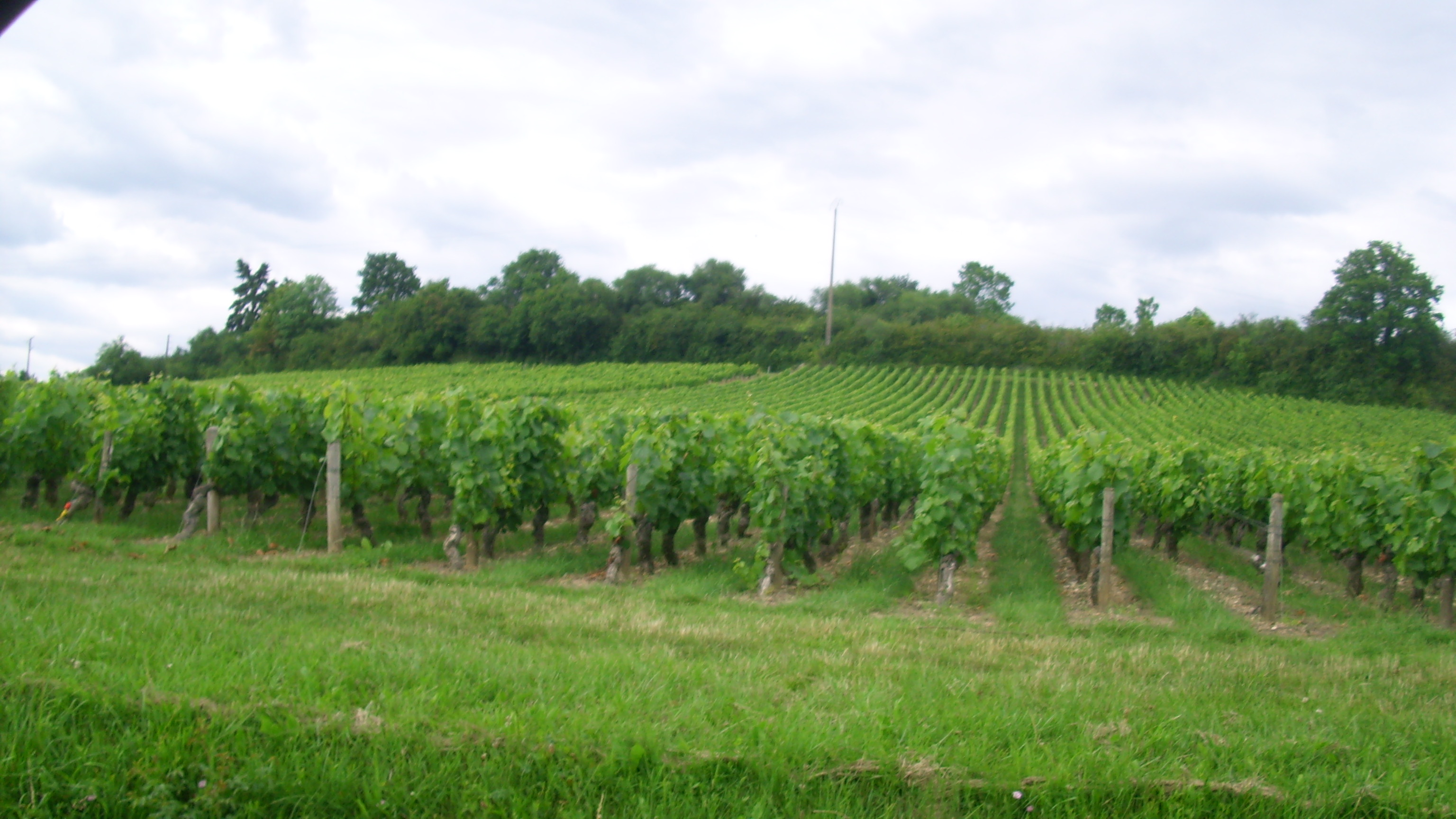
Vignes au lieu-dit les Bdeurs ou Sur le Château.

### Vignoble
Le vignoble atteint environ 80 hectares, autorisés à produire les appellations Bourgogne côte chalonnaise, Bourgogne, Bourgogne Aligoté, Bourgogne passetoutgrain et Crémant de Bourgogne.

## Culture locale et patrimoine

### Lieux et monuments
- Le château de Germolles, résidence palatiale (XIIIe et XIVe siècles) avec le corps de logis, le châtelet et sa grand-vis, les deux chapelles dont la chapelle ducale nouvellement restaurée, le cellier, les vestiges de la salle d'honneur. Le château est précédé d'un hameau et est entouré d'un parc romantique.

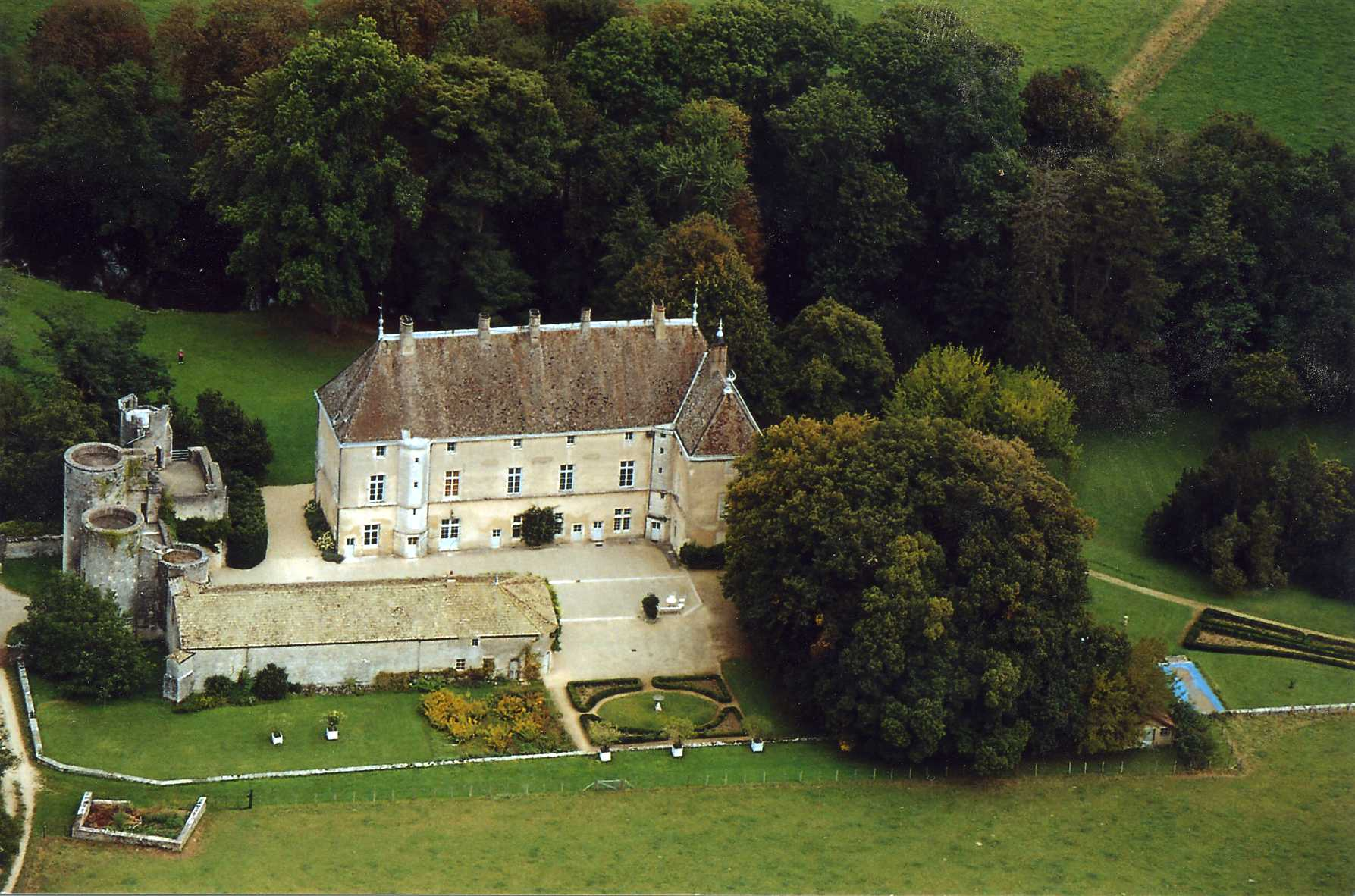
Vue aérienne du château de Germolles.
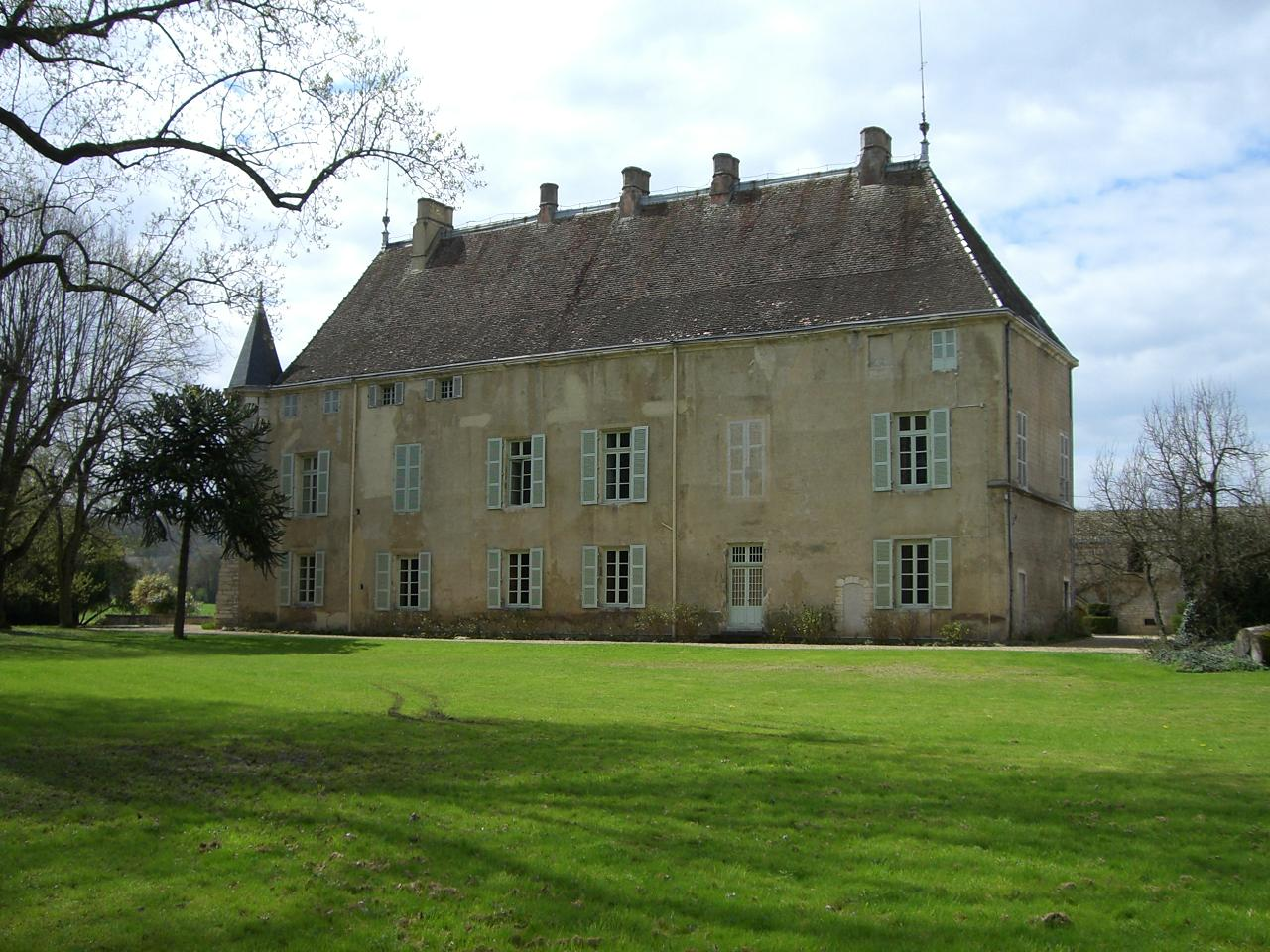
Le château de Germolles sur sa façade est.
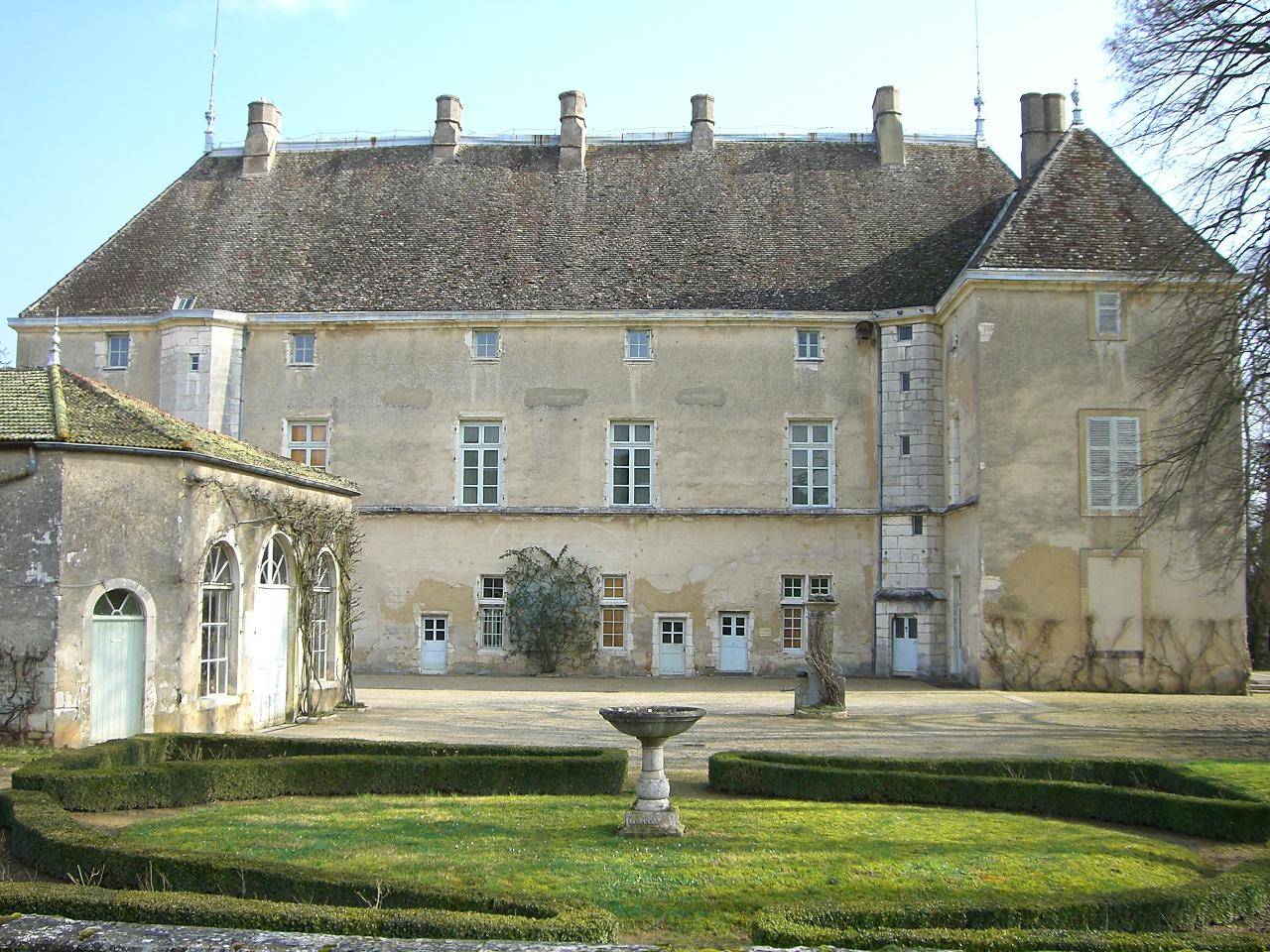
Le corps de logis du château de Germolles.
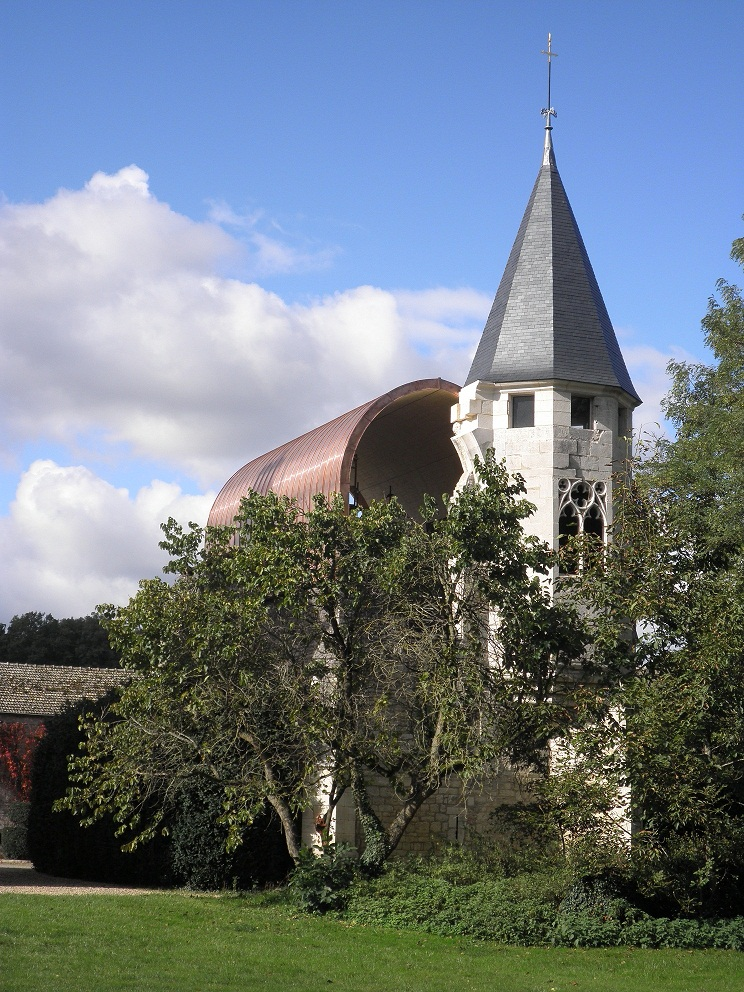
La chapelle ducale du château de Germolles nouvellement restaurée.

- L'église Saint-Pierre, de l'époque romane, avec beau porche latéral.
- La chapelle de Marloux, XVe siècle.
- Les maisons typiques de Bourgogne.
- La borne-colonne de Marloux, XVIIIe siècle.
- Les lavoirs construits au XIXe siècle.
- Les grottes de la Verpillière, site préhistorique.
- Cadoles en pierre sèches en périphérie du vignoble à Étaules[32].

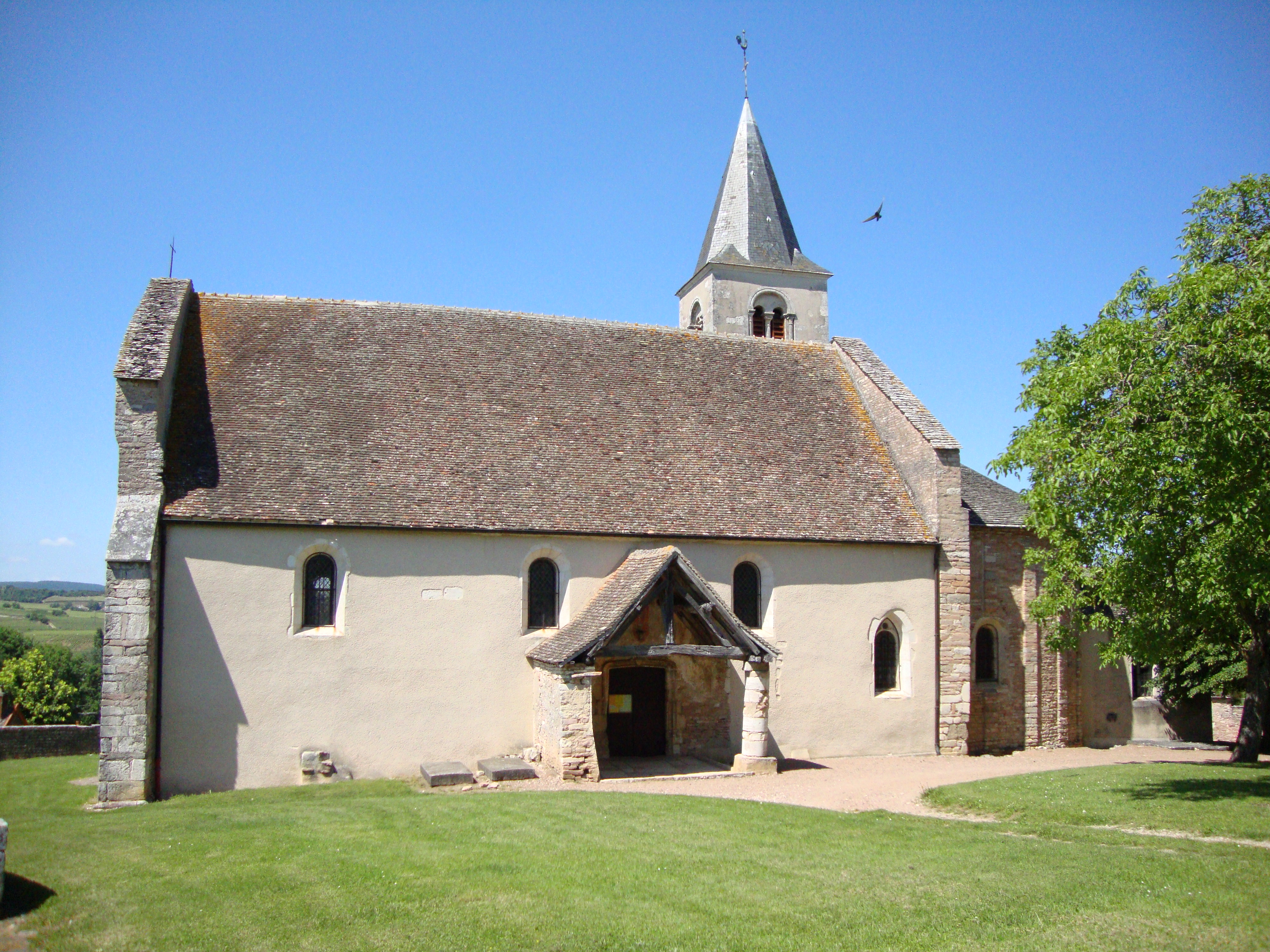
L'église Saint-Pierre.
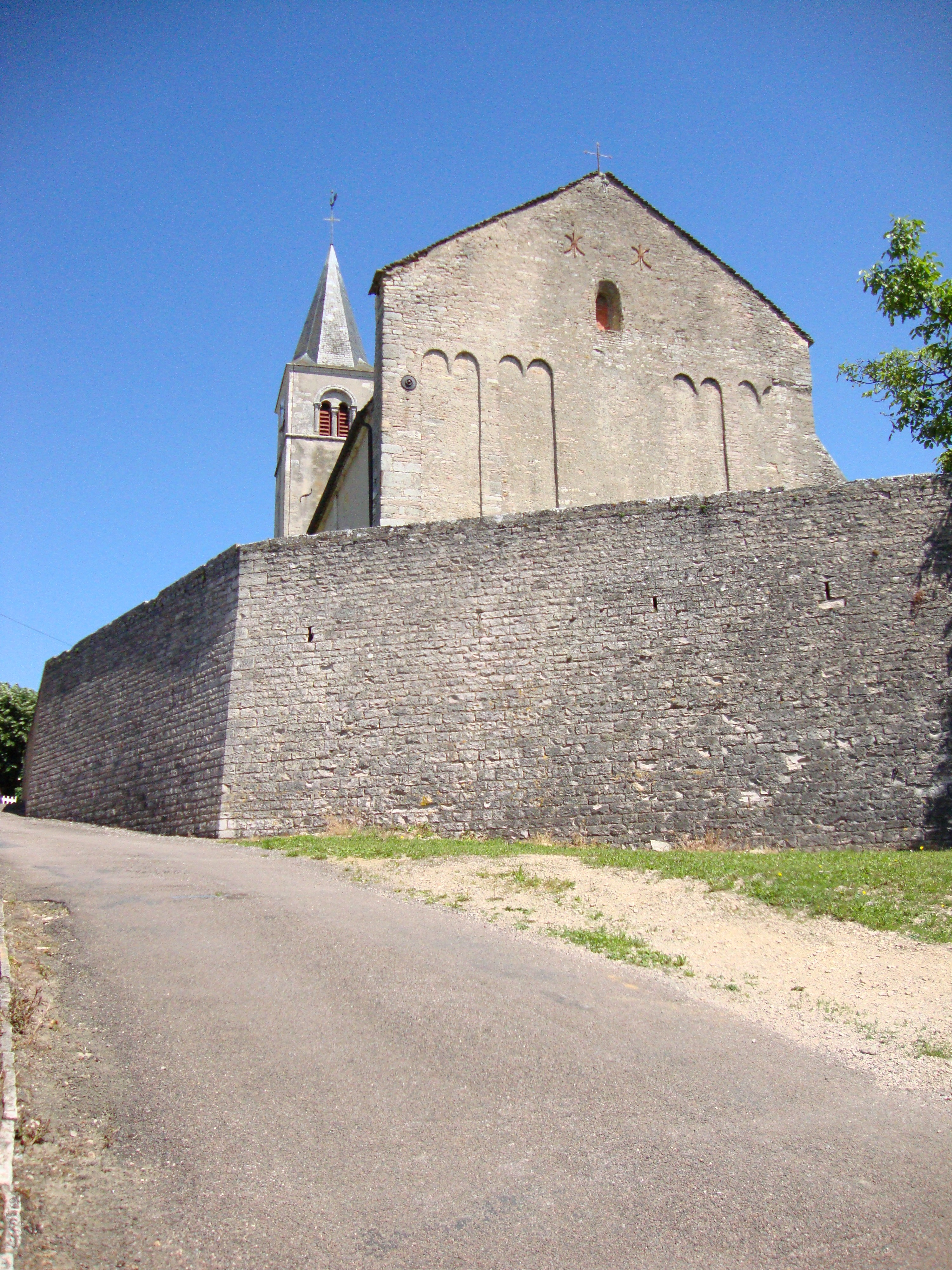
Chevet de l'église.
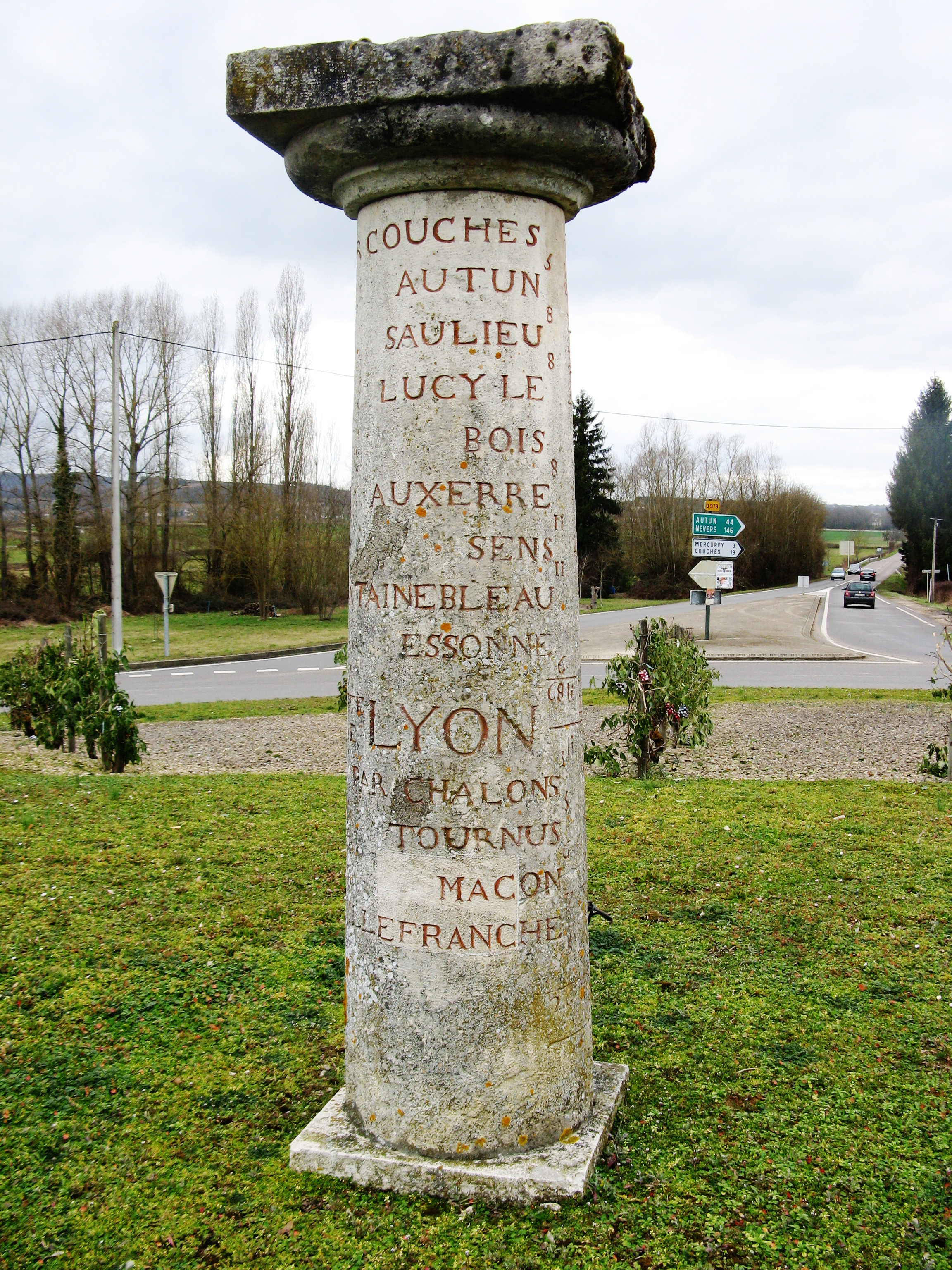
Borne-colonne de Marloux.
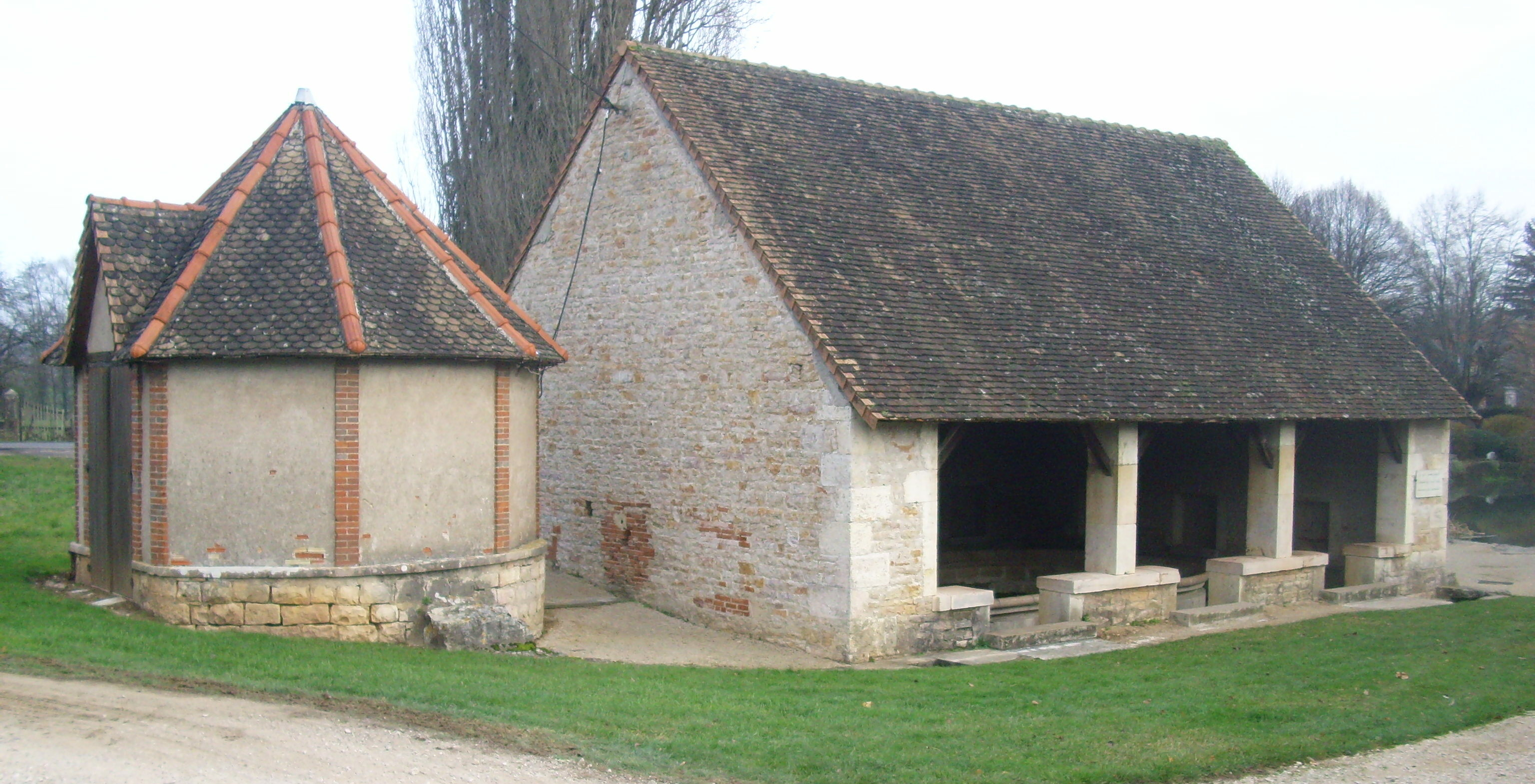
Ancien lavoir.

### Personnalités liées à la commune
- Frédéric Charles, champion de France de semi-marathon. Il participe à la finale du championnat de France de triathlon[Quand ?][PLA 3].
- Léontine Bouchetal (1872-1932), actrice de théâtre, inhumée à Mellecey[RI 5].
- Henri Dollet (1895-1944) : maire de Luzy et résistant, il est fusillé par la Milice française le 26 août 1944 au bois de Marloux, sur le territoire de la commune de Mellecey.
- Louis Gautheron (1915-1988), Compagnon de la Libération, né à Mellecey[33].
- Lyonel Leconte, Meilleur jeune sommelier de France en 1991 puis Meilleur sommelier de France en 1994[RI 6].

## Galerie d'images

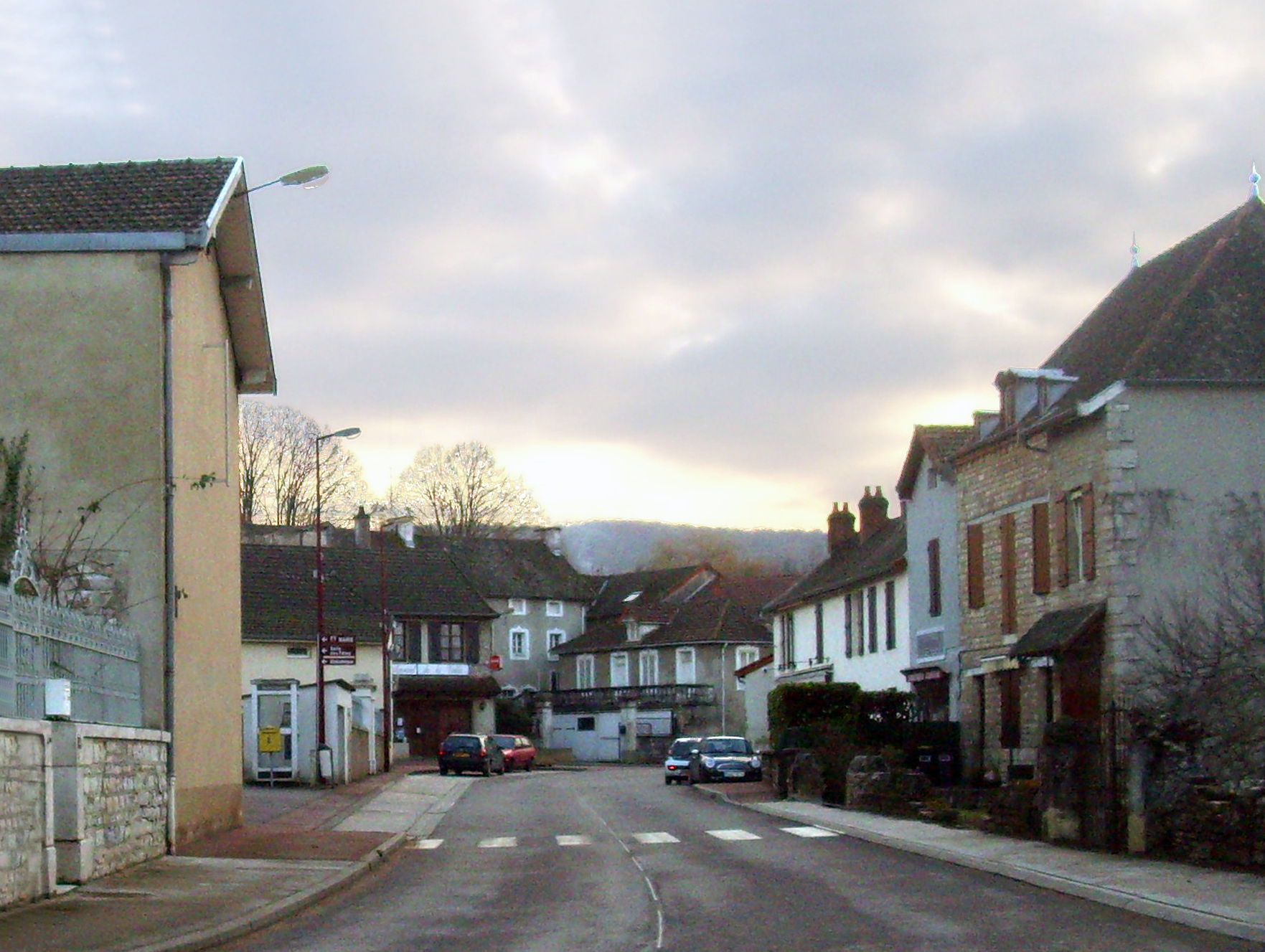
Centre de Mellecey et rue principale, la route de la Vallée.
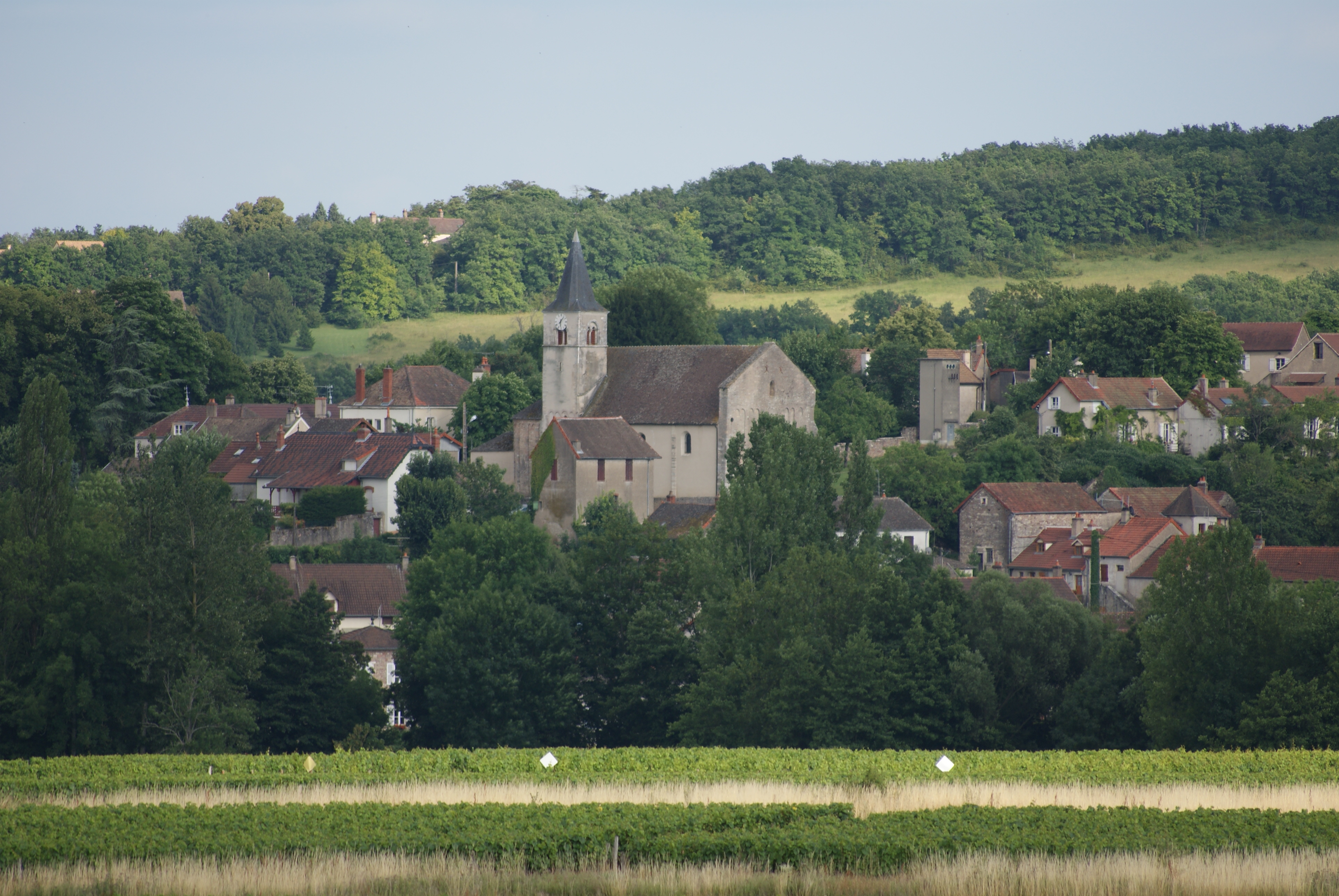
Vue d'une partie du bourg de Mellecey.
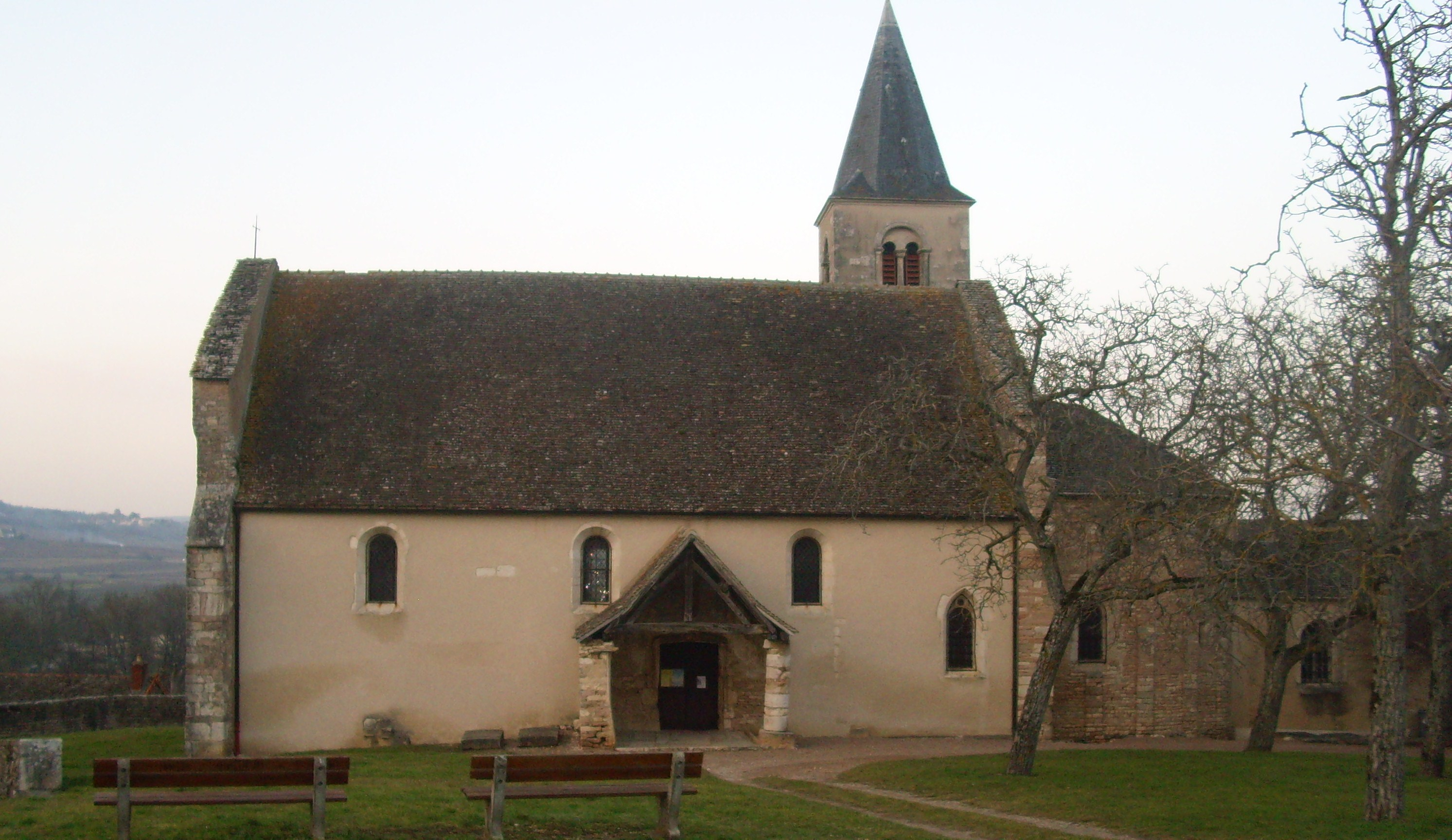
L'église Saint-Pierre.
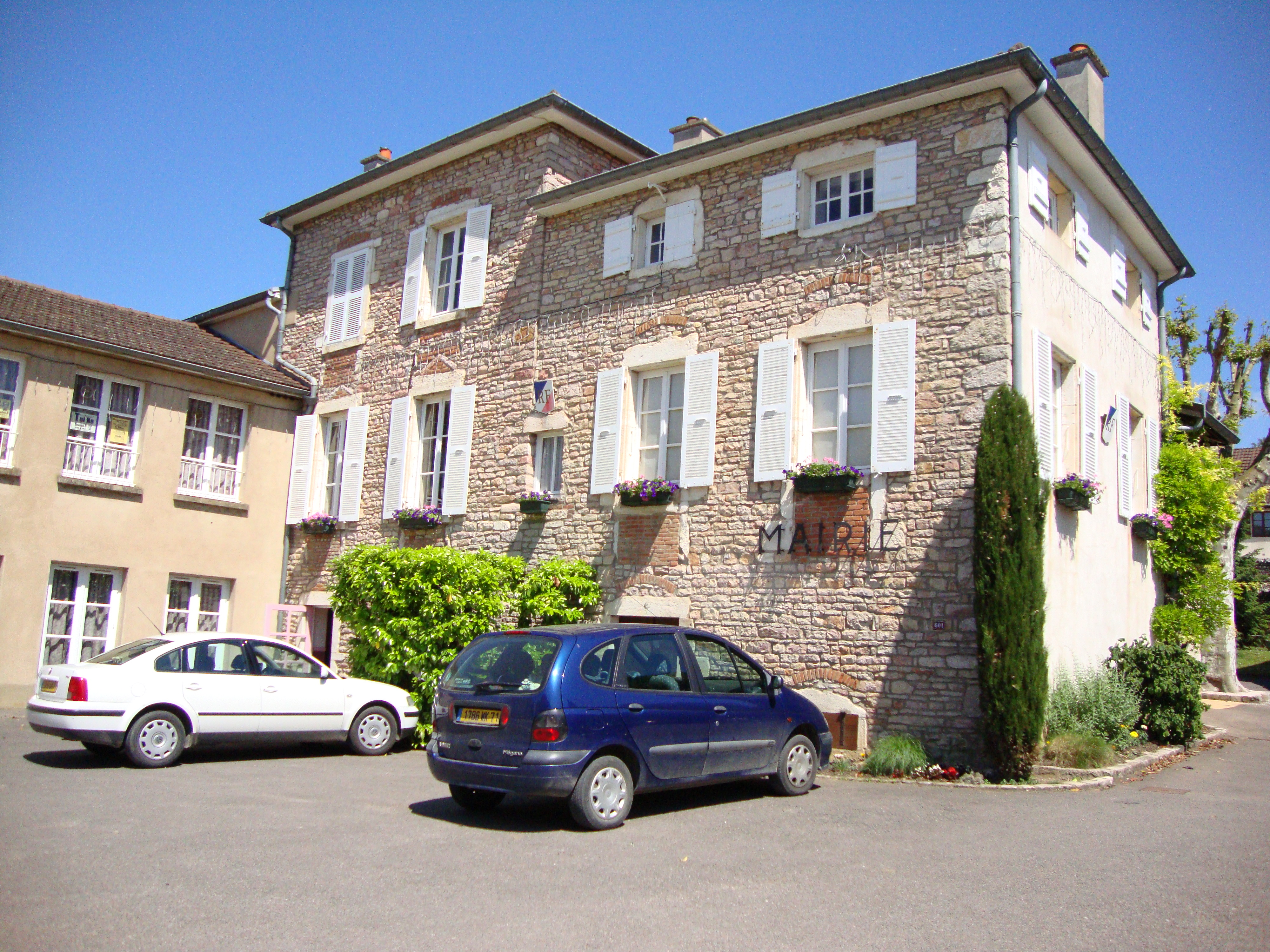
Mairie.
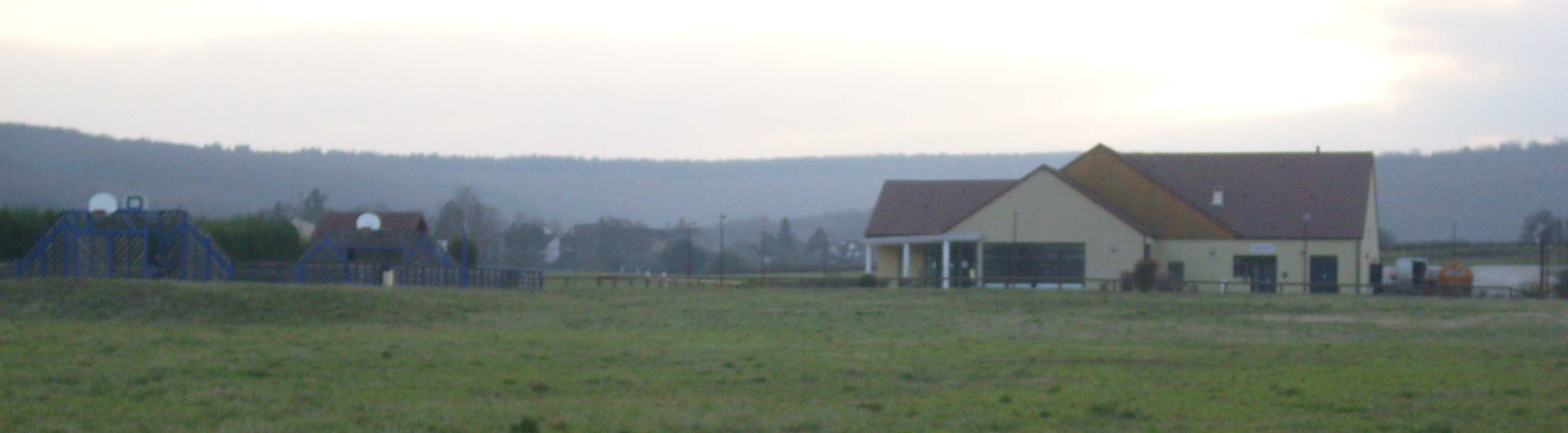
La salle des fêtes et Agorespace.
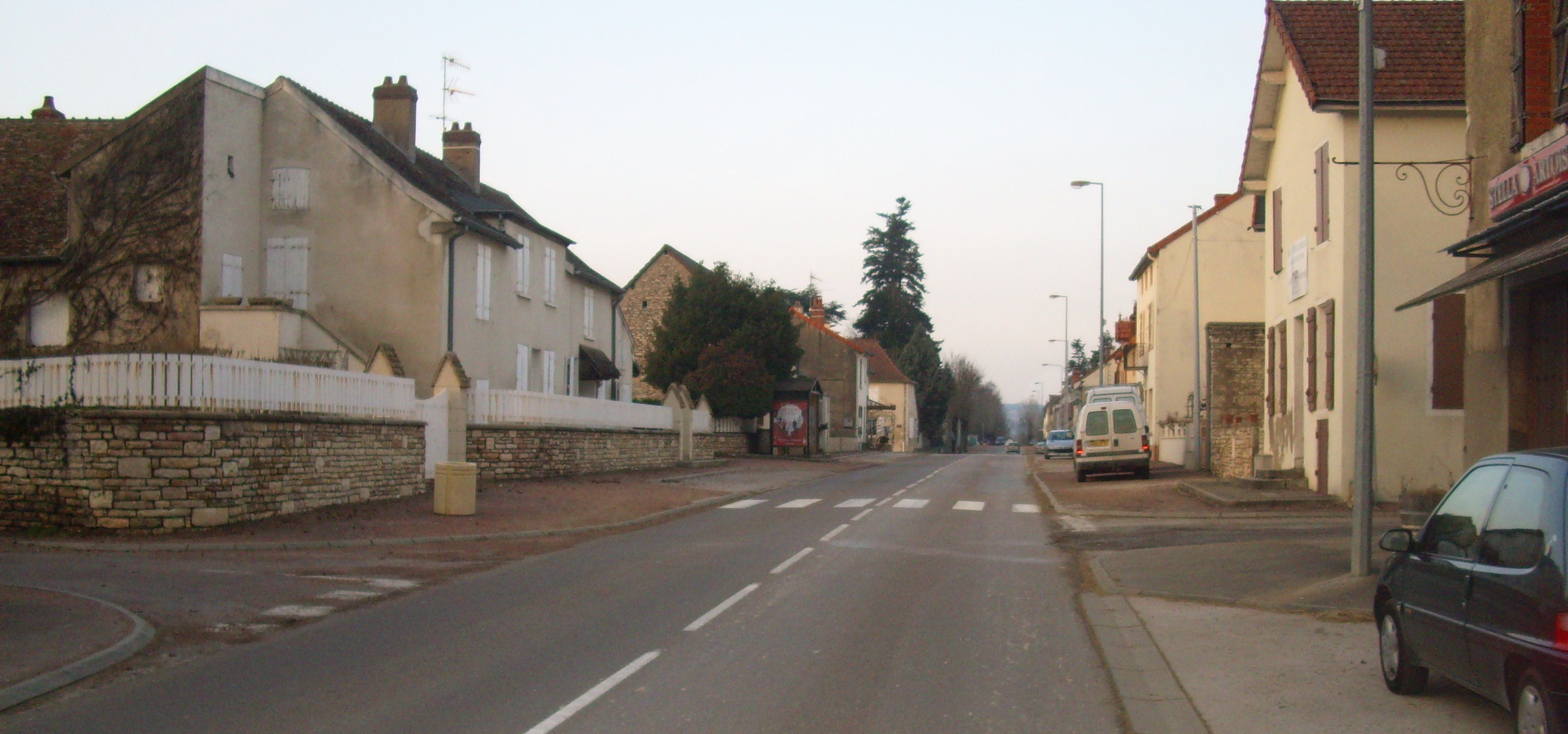
Rue principale à Germolles (Mellecey).
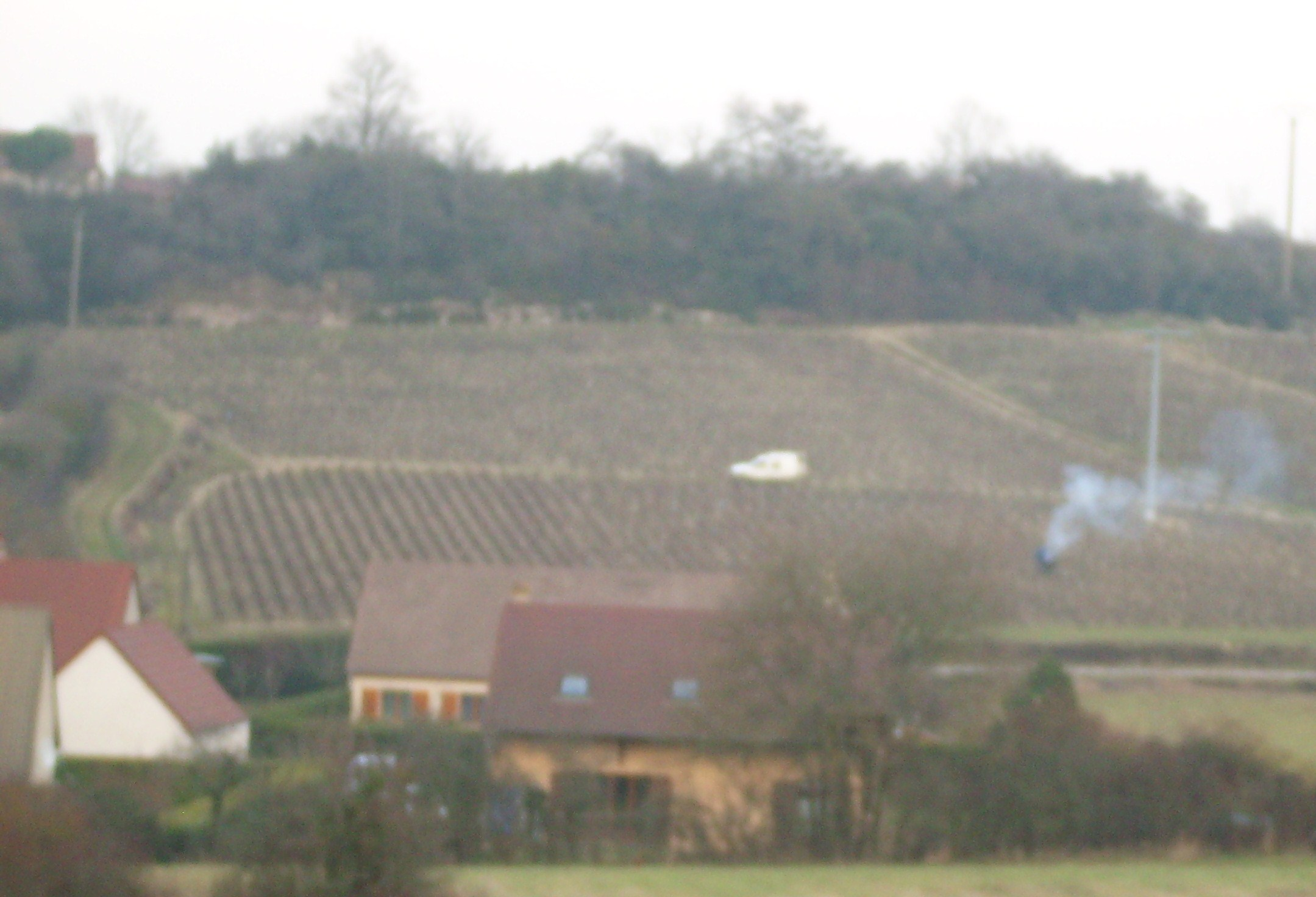
Vignes au lieu-dit « les Bdeurs » ou « Sur le Château ».
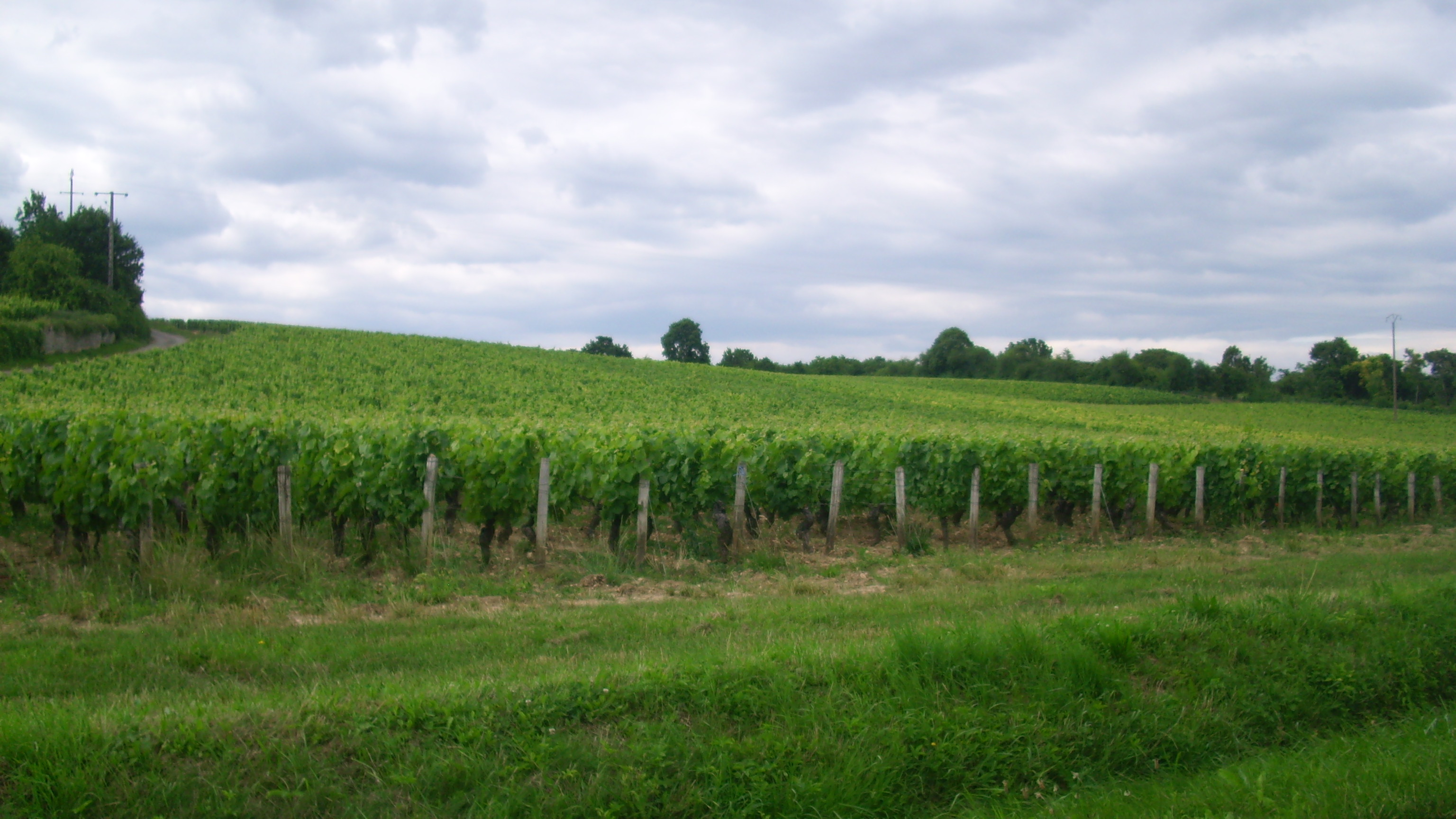
Vignes au lieu-dit « les Bdeurs » ou « Sur le Château ».
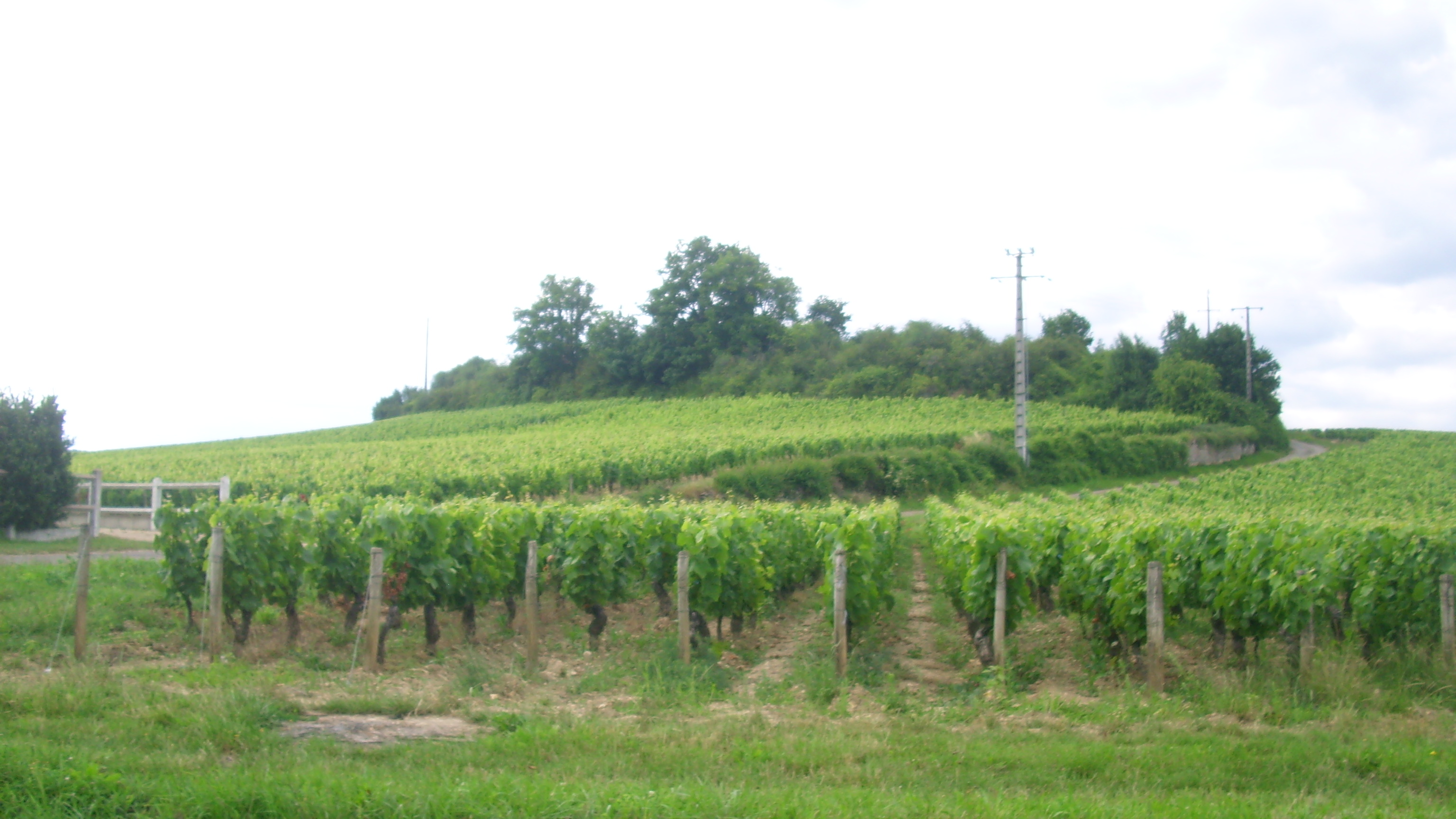
Vignes (fin de « les Bdeurs »).
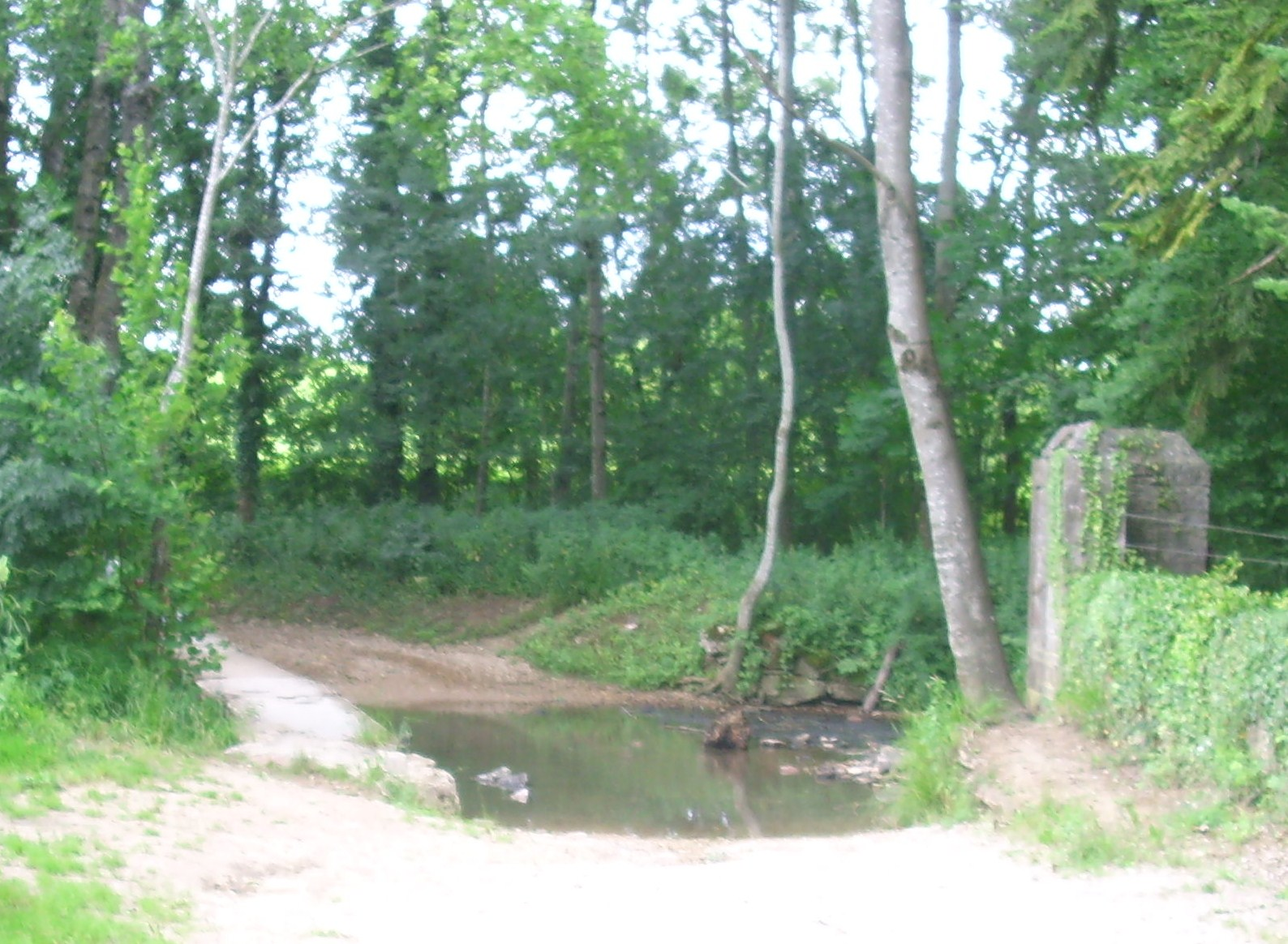
Vue de la rivière nommée l'Orbise.
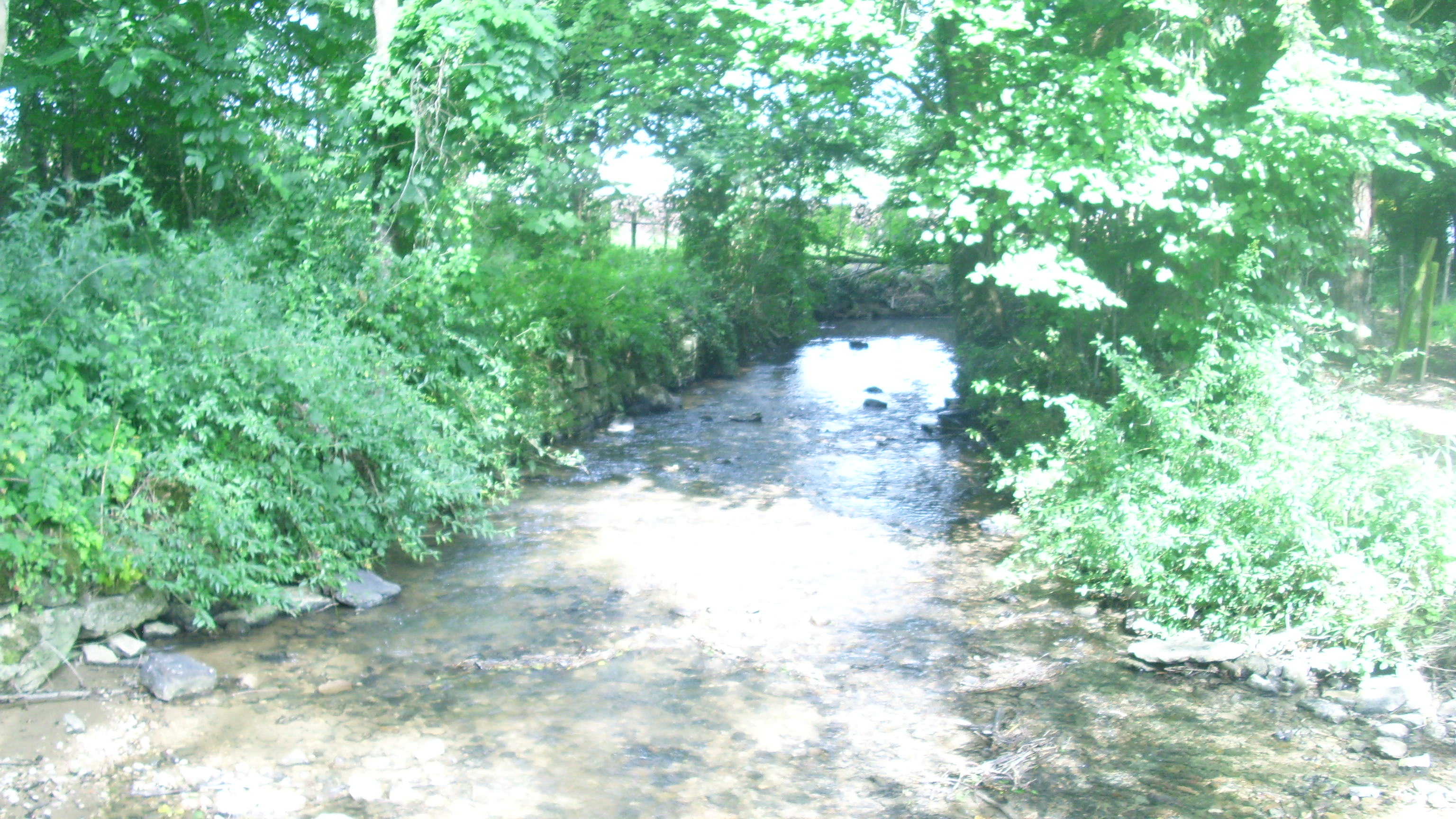
Vue de la rivière nommée l'Orbise.
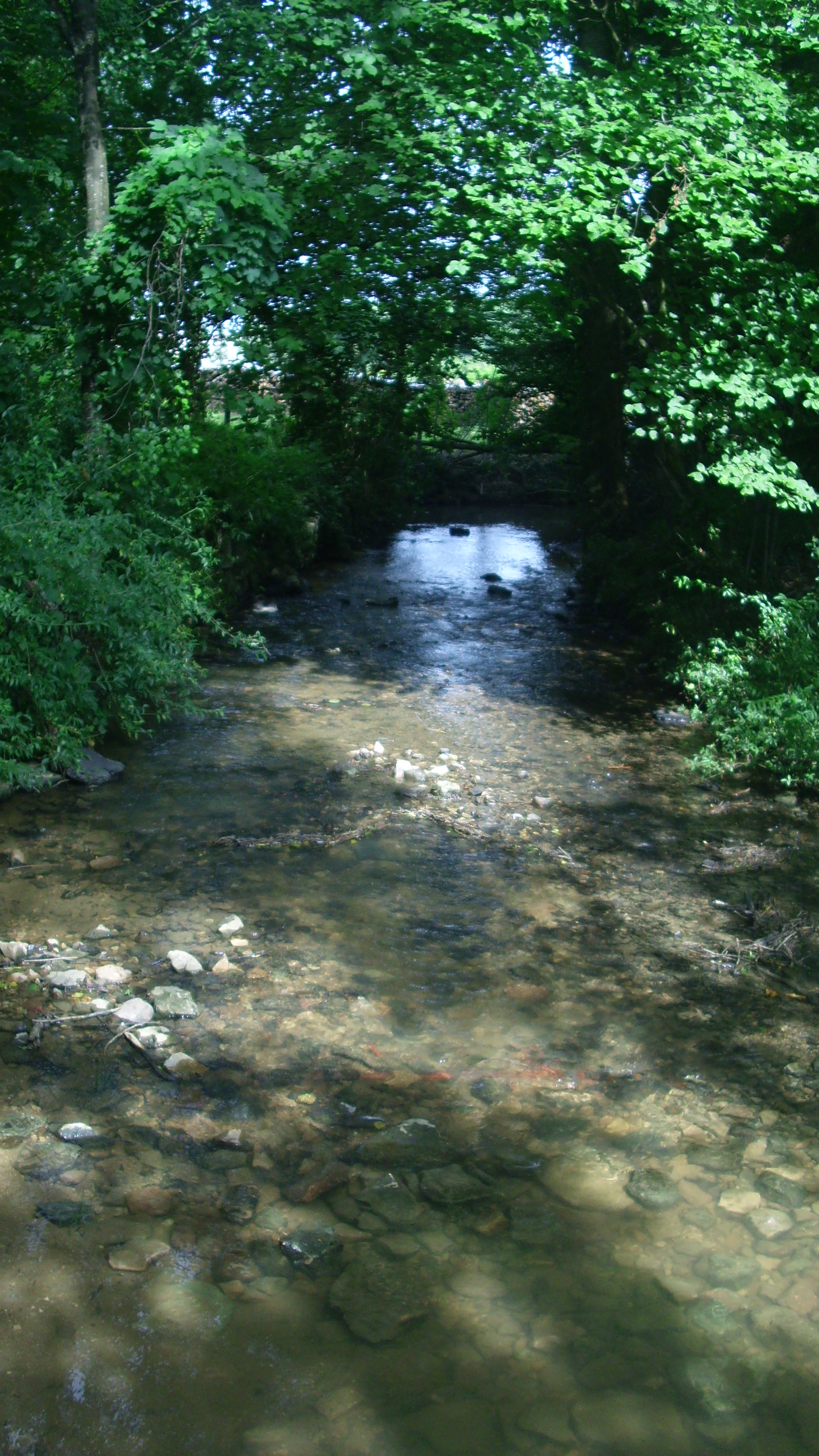
Vue de la rivière nommée l'Orbise.

### Héraldique
|  | Les armoiries de Mellecey se blasonnent comme suit : De gueules à deux clefs d'or passées en sautoir, chapé d'argent, chargé en chef de deux fleurs de lys d'azur |

## Pour approfondir